# Liste der Kirchen im Bistum Münster
Diese Liste der Kirchen im Bistum Münster listet die römisch-katholischen Kirchen und Kapellen im Bistum Münster auf.

## Liste
| Bild                                                                    | Kirche                                 | Ort                            | Zusammenschluss                                                                        | Dekanat                   | Bemerkungen |
| ----------------------------------------------------------------------- | -------------------------------------- | ------------------------------ | -------------------------------------------------------------------------------------- | ------------------------- | --- |
| St.-Paulus-Dom in Münster                                               | St.-Paulus-Dom                         | Münster                        |                                                                                        | keinem Dekanat zugeordnet | |
| St. Peter in Münster                                                    | St. Peter                              | Münster                        |                                                                                        | keinem Dekanat zugeordnet | |
| St. Mariä Himmelfahrt in Ahaus                                          | St. Mariä Himmelfahrt                  | Ahaus                          | Pfarreiengemeinschaft Ahaus, St. Mariä Himmelfahrt Ahaus                               | Ahaus-Vreden              | |
| St. Josef in Ahaus                                                      | St. Josef                              | Ahaus                          | Pfarreiengemeinschaft Ahaus, St. Mariä Himmelfahrt Ahaus                               | Ahaus-Vreden              | Filialkirche |
| St. Josef in Graes                                                      | St. Josef                              | Ahaus-Graes                    | Pfarreiengemeinschaft Ahaus, St. Mariä Himmelfahrt Ahaus                               | Ahaus-Vreden              | Filialkirche |
| St. Mariä Himmelfahrt in Ahaus-Alstätte                                 | St. Mariä Himmelfahrt                  | Ahaus-Alstätte                 | Pfarreiengemeinschaft Ahaus                                                            | Ahaus-Vreden              | |
| St. Georg in Ottenstein                                                 | St. Georg                              | Ahaus-Ottenstein               | Pfarreiengemeinschaft Ahaus                                                            | Ahaus-Vreden              | |
| St. Martinus (2014)                                                     | St. Martinus                           | Ahaus-Wessum                   | Pfarreiengemeinschaft Ahaus                                                            | Ahaus-Vreden              | |
| St. Andreas in Ahaus-Wüllen                                             | St. Andreas                            | Ahaus-Wüllen                   | Pfarreiengemeinschaft Ahaus                                                            | Ahaus-Vreden              | |
| St. Antonius in Gronau                                                  | St. Antonius                           | Gronau (Westf.)                | Kommunalgemeinde Gronau                                                                | Ahaus-Vreden              | |
|                                                                         | St. Josef                              | Gronau                         | Kommunalgemeinde Gronau                                                                | Ahaus-Vreden              | |
| St. Agatha in Gronau-Epe                                                | St. Agatha                             | Gronau-Epe                     | Kommunalgemeinde Gronau, St. Agatha Gronau-Epe                                         | Ahaus-Vreden              | |
| St. Antonius in Gronau-Epe                                              | St. Antonius                           | Gronau-Epe                     | Kommunalgemeinde Gronau, St. Agatha Gronau-Epe                                         | Ahaus-Vreden              | Filialkirche |
| St. Georg in Gronau-Epe                                                 | St. Georg                              | Gronau-Epe                     | Kommunalgemeinde Gronau, St. Agatha Gronau-Epe                                         | Ahaus-Vreden              | Filialkirche |
| St. Ludger in Heek                                                      | St. Ludger                             | Heek                           | Heilig Kreuz Heek                                                                      | Ahaus-Vreden              | |
|                                                                         | Heilig Kreuz                           | Heek-Ahle                      | Heilig Kreuz Heek                                                                      | Ahaus-Vreden              | Filialkirche |
| St. Peter und Paul in Nienborg                                          | St. Peter und Paul                     | Heek-Nienborg                  | Heilig Kreuz Heek                                                                      | Ahaus-Vreden              | Filialkirche |
|                                                                         | St. Brigida                            | Legden                         | St. Brigida – St. Margareta Legden                                                     | Ahaus-Vreden              | |
| Die Stiftskirche von Norden                                             | St. Margareta                          | Legden-Asbeck                  | St. Brigida – St. Margareta Legden                                                     | Ahaus-Vreden              | Filialkirche |
| St. Brictius in Schöppingen                                             | St. Brictius                           | Schöppingen                    | Seelsorgeeinheit Schöppingen                                                           | Ahaus-Vreden              | |
| St. Mariä Geburt in Eggerode                                            | St. Mariä Geburt                       | Schöppingen-Eggerode           | Seelsorgeeinheit Schöppingen                                                           | Ahaus-Vreden              | |
| Sankt Vitus in Südlohn                                                  | St. Vitus                              | Südlohn                        | Pfarrei St. Vitus und St. Jakobus Südlohn                                              | Ahaus-Vreden              | |
| St. Jakobus in Oeding                                                   | St. Jakobus                            | Südlohn-Oeding                 | Pfarrei St. Vitus und St. Jakobus Südlohn                                              | Ahaus-Vreden              | Filialkirche |
| St. Otger in Stadtlohn                                                  | St. Otger                              | Stadtlohn                      | Pfarrei St. Otger Stadtlohn                                                            | Ahaus-Vreden              | |
| St. Joseph in Stadtlohn                                                 | St. Joseph                             | Stadtlohn                      | Pfarrei St. Otger Stadtlohn                                                            | Ahaus-Vreden              | Filialkirche |
| St. Karl Borromäus in Stadtlohn-Büren                                   | St. Karl Borromäus                     | Stadtlohn-Büren                | Pfarrei St. Otger Stadtlohn                                                            | Ahaus-Vreden              | Filialkirche |
| Hilgenbergkapelle in Stadtlohn                                          | Hilgenbergkapelle                      | Stadtlohn                      | Pfarrei St. Otger Stadtlohn                                                            | Ahaus-Vreden              | ehem. Wallfahrtskapelle |
| St. Georg in Vreden                                                     | St. Georg                              | Vreden                         | Pfarrei St. Georg Vreden                                                               | Ahaus-Vreden              | |
| Stiftskirche St. Felicitas                                              | Stiftskirche St. Felizitas             | Vreden                         | Pfarrei St. Georg Vreden                                                               | Ahaus-Vreden              | Ehemalige Stiftskirche |
| St. Bruno in Lünten                                                     | St. Bruno                              | Vreden-Lünten                  | Pfarrei St. Georg Vreden                                                               | Ahaus-Vreden              | Filialkirche |
| St. Antonius Abt in Ammeloe                                             | St. Antonius Abt                       | Vreden-Ammeloe                 | Pfarrei St. Georg Vreden                                                               | Ahaus-Vreden              | Filialkirche |
| Pfarrkirche Heilig Kreuz                                                | Heilig Kreuz                           | Vreden-Ellewick                | Pfarrei St. Georg Vreden                                                               | Ahaus-Vreden              | Filialkirche |
| St. Antonius von Padua in Oldenkott                                     | St. Antonius von Padua                 | Vreden-Oldenkott               | Pfarrei St. Georg Vreden                                                               | Ahaus-Vreden              | Filialkirche |
| St. Franziskus in Vreden-Zwillbrock                                     | St. Franziskus                         | Vreden-Zwillbrock              | Pfarrei St. Georg Vreden                                                               | Ahaus-Vreden              | Filialkirche |
|                                                                         | St. Bartholomäus                       | Ahlen                          |                                                                                        | Ahlen                     | |
|                                                                         | St. Josef                              | Ahlen                          | St. Bonifatius Ahlen                                                                   | Ahlen                     | |
| St. Gottfried in Ahlen                                                  | St. Gottfried                          | Ahlen                          | St. Bonifatius Ahlen                                                                   | Ahlen                     | |
|                                                                         | St. Lambertus                          | Ahlen-Dolberg                  | St. Bonifatius Ahlen                                                                   | Ahlen                     | |
|                                                                         | St. Ludgerus                           | Ahlen                          |                                                                                        | Ahlen                     | |
|                                                                         | St. Marien                             | Ahlen                          | St. Marien Ahlen                                                                       | Ahlen                     | |
|                                                                         | St. Elisabeth                          | Ahlen                          | St. Marien Ahlen                                                                       | Ahlen                     | |
| St. Pankratius in Vorhelm                                               | St. Pankratius                         | Ahlen-Vorhelm                  |                                                                                        | Ahlen                     | |
|                                                                         | St. Regina                             | Drensteinfurt                  |                                                                                        | Ahlen                     | |
|                                                                         | St. Pankratius                         | Drensteinfurt-Rinkerode        |                                                                                        | Ahlen                     | |
|                                                                         | St. Lambertus                          | Drensteinfurt-Walstedde        |                                                                                        | Ahlen                     | |
| St. Martin in Sendenhorst                                               | St. Martin                             | Sendenhorst                    | St. Martinus und Ludgerus                                                              | Ahlen                     | |
| St. Ludgerus in Albersloh                                               | St. Ludgerus                           | Sendenhorst-Albersloh          | St. Martinus und Ludgerus                                                              | Ahlen                     | |
|                                                                         | St. Stephanus                          | Beckum                         |                                                                                        | Beckum                    | |
| St. Josef in Neubeckum                                                  | St. Josef                              | Beckum-Neubeckum               | St. Franziskus Beckum-Neubeckum                                                        | Beckum                    | |
| St. Ludgerus in Unterberg                                               | St. Ludgerus                           | Beckum-Unterberg               | St. Ludgerus Beckum-Unterberg                                                          | Beckum                    | Filialkirche |
| St. Pankratius in Vellern                                               | St. Pankratius                         | Beckum-Vellern                 | St. Franziskus Beckum-Neubeckum                                                        | Beckum                    | |
| St. Jakobus in Ennigerloh                                               | St. Jakobus                            | Ennigerloh                     | St. Jakobus Ennigerloh                                                                 | Beckum                    | |
| St. Ludgerus in Ennigerloh                                              | St. Ludgerus                           | Ennigerloh                     | St. Jakobus Ennigerloh                                                                 | Beckum                    | 2013 profaniert und abgerissen |
| St. Mauritius in Enniger                                                | St. Mauritius                          | Ennigerloh-Enniger             |                                                                                        | Beckum                    | |
| St. Margaretha in Ennigerloh-Ostenfelde                                 | St. Margaretha                         | Ennigerloh-Ostenfelde          |                                                                                        | Beckum                    | |
| St. Laurentius in Ennigerloh-Westkirchen                                | St. Laurentius                         | Ennigerloh-Westkirchen         |                                                                                        | Beckum                    | |
| St. Johannes in Oelde                                                   | St. Johannes                           | Oelde                          |                                                                                        | Beckum                    | |
|                                                                         | St. Joseph                             | Oelde                          |                                                                                        | Beckum                    | |
|                                                                         | St. Vitus                              | Oelde-Lette                    |                                                                                        | Beckum                    | |
|                                                                         | St. Lambertus                          | Oelde-Stromberg                |                                                                                        | Beckum                    | |
| Kreuzkirche in Oelde-Stromberg                                          | Kreuzkirche                            | Oelde-Stromberg                |                                                                                        | Beckum                    | Filialkirche von St. Lambertus |
|                                                                         | St. Vitus                              | Oelde-Sünninghausen            |                                                                                        | Beckum                    | |
| St. Margareta in Wadersloh                                              | St. Margareta                          | Wadersloh                      |                                                                                        | Beckum                    | |
|                                                                         | St. Nikolaus                           | Wadersloh-Diestedde            |                                                                                        | Beckum                    | |
| Ss. Cosmas und Damian in Liesborn                                       | Ss. Cosmas und Damian                  | Wadersloh-Liesborn             |                                                                                        | Beckum                    | |
| St. Georg in Liesborn-Göttingen                                         | St. Georg                              | Wadersloh-Liesborn-Göttingen   |                                                                                        | Beckum                    | |
|                                                                         | St. Antonius                           | Langenberg-Benteler            |                                                                                        | Beckum                    | |
|                                                                         | St. Josef                              | Lippstadt-Bad Waldliesborn     |                                                                                        | Beckum                    | |
|                                                                         | St. Ida                                | Lippetal-Herzfeld              |                                                                                        | Beckum                    | |
|                                                                         | St. Cornelius und Cyprian              | Lippetal-Lippborg              |                                                                                        | Beckum                    | |
|                                                                         | Dreifaltigkeit                         | Isselburg                      | Seelsorgeeinheit Isselburg                                                             | Bocholt                   | |
| St. Bartholomäus in Isselburg                                           | St. Bartholomäus                       | Isselburg                      | Seelsorgeeinheit Isselburg                                                             | Bocholt                   | |
| St. Pankratius in Isselburg-Anholt                                      | St. Pankratius                         | Isselburg-Anholt               | Seelsorgeeinheit Isselburg                                                             | Bocholt                   | |
| St. Peter und Paul in Werth                                             | St. Peter und Paul                     | Isselburg-Werth                | Seelsorgeeinheit Isselburg                                                             | Bocholt                   | |
| Liebfrauenkirche                                                        | Liebfrauen                             | Bocholt                        | Pfarrei Liebfrauen Bocholt                                                             | Bocholt                   | |
|                                                                         | Heilig Kreuz                           | Bocholt                        | Pfarrei Liebfrauen Bocholt                                                             | Bocholt                   | Filialkirche |
| Herz-Jesu-Kirche in Bocholt                                             | Herz Jesu                              | Bocholt                        | Pfarrei Liebfrauen Bocholt                                                             | Bocholt                   | Filialkirche; 2019 profaniert, 2020 abgerissen |
|                                                                         | St. Helena                             | Bocholt-Barlo                  | Pfarrei Liebfrauen Bocholt                                                             | Bocholt                   | Filialkirche |
| Agneskapelle in Bocholt                                                 | Agneskapelle                           | Bocholt                        | Pfarrei Liebfrauen Bocholt                                                             | Bocholt                   | Filialkirche |
|                                                                         | St. Martin                             | Bocholt                        | Pfarrei Liebfrauen Bocholt                                                             | Bocholt                   | Filialkirche |
|                                                                         | St. Bernhard                           | Bocholt-Lowick                 | Pfarrei St. Bernhard Lowick                                                            | Bocholt                   | |
|                                                                         | St. Ewaldi                             | Bocholt                        | Seelsorgeeinheit Bocholt                                                               | Bocholt                   | |
| St. Josef in Bocholt                                                    | St. Josef                              | Bocholt                        | Seelsorgeeinheit Bocholt                                                               | Bocholt                   | |
|                                                                         | Maria Trösterin                        | Bocholt-Mussum                 | Seelsorgeeinheit Bocholt                                                               | Bocholt                   | |
|                                                                         | St. Georg                              | Bocholt                        | Pfarrei St. Georg Bocholt                                                              | Bocholt                   | |
|                                                                         | Hemdener Kapelle                       | Bocholt                        | Pfarrei St. Georg Bocholt                                                              | Bocholt                   | Filialkirche |
| St. Gudula in Rhede                                                     | St. Gudula                             | Rhede                          | Pfarrei St. Gudula Rhede                                                               | Bocholt                   | |
|                                                                         | St. Marien                             | Rhede                          | Pfarrei St. Gudula Rhede                                                               | Bocholt                   | Filialkirche |
| Zur Heiligen Familie in Rhede                                           | Zur Heiligen Familie                   | Rhede                          | Pfarrei St. Gudula Rhede                                                               | Bocholt                   | Filialkirche |
|                                                                         | St. Pius                               | Rhede-Krechting                | Pfarrei St. Gudula Rhede                                                               | Bocholt                   | Filialkirche |
| St. Ludger in Bocholt-Spork                                             | St. Ludger                             | Bocholt-Spork                  | Pfarrei St. Ludger Spork                                                               | Bocholt                   | |
|                                                                         | St. Michael                            | Bocholt-Liedern                | Pfarrei St. Michael Liedern                                                            | Bocholt                   | |
| St. Michael in Suderwick                                                | St. Michael                            | Bocholt-Suderwick              | Pfarrei St. Michael Suderwick                                                          | Bocholt                   | |
|                                                                         | St. Norbert                            | Bocholt                        | Pfarrei St. Georg Bocholt                                                              | Bocholt                   | Filialkirche |
| Ansicht der St. Paul                                                    | St. Paul                               | Bocholt                        | Pfarrei St. Paul Bocholt                                                               | Bocholt                   | |
|                                                                         | Christus König                         | Borken-Gemen                   | Seelsorgeeinheit Borken, Pfarrei Christus-König Gemen                                  | Borken                    | |
|                                                                         | St. Marien                             | Borken-Gemen                   | Seelsorgeeinheit Borken, Pfarrei Christus-König Gemen                                  | Borken                    | Filialkirche |
|                                                                         | St. Remigius                           | Borken                         | Seelsorgeeinheit Borken, Pfarrei St. Remigius Borken                                   | Borken                    | |
|                                                                         | St. Johannes                           | Borken                         | Seelsorgeeinheit Borken, Pfarrei St. Remigius Borken                                   | Borken                    | |
|                                                                         | St. Michael                            | Borken-Marbeck                 | Seelsorgeeinheit Borken, Pfarrei St. Remigius Borken                                   | Borken                    | |
| Heilig Kreuz in Borkenwirthe                                            | Heilig Kreuz                           | Borken-Borkenwirthe            | Pfarreiengemeinschaft Borken                                                           | Borken                    | |
|                                                                         | St. Marien                             | Borken-Burlo                   | Pfarreiengemeinschaft Borken                                                           | Borken                    | |
| St. Ludgerus in Borken-Weseke                                           | St. Ludgerus                           | Borken-Weseke                  | Pfarreiengemeinschaft Borken                                                           | Borken                    | |
| St. Andreas in Velen                                                    | St. Andreas                            | Velen                          | Seelsorgeeinheit Velen                                                                 | Borken                    | |
| St. Walburga in Velen-Ramsdorf                                          | St. Walburga                           | Velen-Ramsdorf                 | Seelsorgeeinheit Velen                                                                 | Borken                    | |
| St. Georg in Heiden                                                     | St. Georg                              | Heiden                         | Pfarrei St. Georg Heiden                                                               | Borken                    | |
| St. Heinrich in Groß Reken                                              | St. Heinrich                           | Reken-Groß Reken               | Pfarrei St. Heinrich Reken                                                             | Borken                    | |
| St. Simon und Judas in Groß Reken                                       | Alte Kirche St. Simon und Judas        | Reken-Groß Reken               | Pfarrei St. Heinrich Reken                                                             | Borken                    | |
| St. Elisabeth in Bahnhof Reken                                          | St. Elisabeth                          | Reken-Bahnhof Reken            | Pfarrei St. Heinrich Reken                                                             | Borken                    | Filialkirche |
| St. Antonius in Klein Reken                                             | St. Antonius                           | Reken-Klein Reken              | Pfarrei St. Heinrich Reken                                                             | Borken                    | Filialkirche |
| St. Marien in Maria Veen                                                | St. Marien                             | Reken-Maria Veen               | Pfarrei St. Heinrich Reken                                                             | Borken                    | Filialkirche |
| St. Martin in Raesfeld                                                  | St. Martin                             | Raesfeld                       | Pfarreiengemeinschaft Raesfeld, St. Martin Raesfeld                                    | Borken                    | |
| St. Maria Immaculata in Rhedebrügge                                     | St. Maria Immaculata                   | Borken-Rhedebrügge             | Pfarreiengemeinschaft Raesfeld, St. Martin Raesfeld                                    | Borken                    | Filialkirche |
| St. Silvester in Raesfeld-Erle                                          | St. Silvester                          | Raesfeld-Erle                  | Pfarreiengemeinschaft Raesfeld, St. Silvester Erle                                     | Borken                    | |
| St. Pankratius in Gescher                                               | St. Pankratius                         | Gescher                        | Pfarrei St. Pankratius und St. Marien Gescher                                          | Borken                    | |
| St. Marien in Gescher                                                   | St. Mariä Himmelfahrt                  | Gescher                        | Pfarrei St. Pankratius und St. Marien Gescher                                          | Borken                    | Filialkirche; 2010 profaniert, heute "Marienquartier" |
| St. Antoniuskapelle in Gescher-Tungerloh                                | St. Antonius                           | Gescher-Tungerloh              | Pfarrei St. Pankratius und St. Marien Gescher                                          | Borken                    | Filialkirche und Autobahnkapelle |
| St. Peter und Paul in Cappeln                                           | St. Peter und Paul                     | Cappeln                        | Pfarreiengemeinschaft Cappeln                                                          | Cloppenburg               | |
| St. Franziskus in Elsten                                                | St. Franziskus                         | Cappeln-Elsten                 | Pfarreiengemeinschaft Cappeln                                                          | Cloppenburg               | |
| St. Maria Immaculata in Schwichteler                                    | St. Maria Immaculata                   | Cappeln-Schwichteler           | Pfarreiengemeinschaft Cappeln                                                          | Cloppenburg               | |
|                                                                         | St. Andreas                            | Cloppenburg                    | Pfarreiengemeinschaft Cloppenburg                                                      | Cloppenburg               | |
| St. Augustinus in Cloppenburg                                           | St. Augustinus                         | Cloppenburg                    | Pfarreiengemeinschaft Cloppenburg                                                      | Cloppenburg               | |
|                                                                         | St. Bernhard                           | Cloppenburg-Emstekerfeld       | Pfarreiengemeinschaft Cloppenburg                                                      | Cloppenburg               | |
| Heilig-Kreuz-Kirche in Stapelfeld                                       | Heilig Kreuz                           | Cloppenburg-Stapelfeld         | Pfarreiengemeinschaft Cloppenburg                                                      | Cloppenburg               | |
| St. Marien in Sevelten                                                  | St. Marien                             | Cappeln-Sevelten               | Pfarreiengemeinschaft Cloppenburg                                                      | Cloppenburg               | |
|                                                                         | St. Johannes Baptist                   | Molbergen                      | Pfarreiengemeinschaft Cloppenburg, Pfarrei St. Johannes Baptist Molbergen              | Cloppenburg               | |
| St. Anna in Peheim                                                      | St. Anna                               | Molbergen-Peheim               | Pfarreiengemeinschaft Cloppenburg, Pfarrei St. Johannes Baptist Molbergen              | Cloppenburg               | Filialkirche |
| St. Josef in Cloppenburg                                                | St.-Josef-Kirche                       | Cloppenburg                    | Pfarreiengemeinschaft St.Josef/St.Marien                                               | Cloppenburg               | |
|                                                                         | St.-Marien-Basilika                    | Cloppenburg-Bethen             | Pfarreiengemeinschaft St.Josef/St.Marien, Pfarrei St. Marien Bethen                    | Cloppenburg               | |
|                                                                         | St. Marien                             | Garrel-Varrelbusch             | Pfarreiengemeinschaft St.Josef/St.Marien, Pfarrei St. Marien Bethen                    | Cloppenburg               | Filialkirche |
| St. Marien in Hoheging                                                  | St. Marien                             | Emstek-Hoheging                | Pfarreiengemeinschaft St.Josef/St.Marien, Pfarrei St. Marien Bethen                    | Cloppenburg               | Filialkirche |
| St. Margaretha in Emstek                                                | St. Margaretha                         | Emstek                         | Pfarreiengemeinschaft Emstek                                                           | Cloppenburg               | [ 2 ] |
|                                                                         | St. Marien                             | Emstek-Halen                   | Pfarreiengemeinschaft Emstek                                                           | Cloppenburg               | [ 2 ] |
| St. Aloysius in Höltinghausen                                           | St. Aloysius                           | Emstek-Höltinghausen           | Pfarreiengemeinschaft Emstek                                                           | Cloppenburg               | [ 2 ] |
|                                                                         | St. Laurentius                         | Coesfeld                       | Pfarrei Anna-Katharina Coesfeld                                                        | Coesfeld                  | |
| Coesfeld, St.-Joseph-Kirche -- 2014 -- 7746 -- Ausschnitt               | St. Josef                              | Coesfeld-Stevede               | Pfarrei Anna-Katharina Coesfeld                                                        | Coesfeld                  | Filialkirche |
|                                                                         | Herz Jesu                              | Coesfeld-Goxel                 | Pfarrei Anna-Katharina Coesfeld                                                        | Coesfeld                  | Filialkirche |
|                                                                         | ehem. St. Ludgerus                     | Coesfeld                       | Pfarrei Anna-Katharina Coesfeld                                                        | Coesfeld                  | ehem. Filialkirche – 2012 abgerissen |
| St. Fabian und Sebastian in Osterwick                                   | Ss. Fabian und Sebastian               | Rosendahl-Osterwick            | Seelsorgeeinheit Rosendahl, Pfarrei Ss. Fabian und Sebastian                           | Coesfeld                  | |
| St. Marien in Höven                                                     | St. Maria Virginae                     | Rosendahl-Höven                | Seelsorgeeinheit St. Nikolaus, Pfarrei Ss. Fabian und Sebastian                        | Coesfeld                  | Filialkirche |
| St. Nikolaus in Holtwick                                                | St. Nikolaus                           | Rosendahl-Holtwick             | Seelsorgeeinheit Rosendahl                                                             | Coesfeld                  | |
| St. Nikolaus in Darfeld                                                 | St. Nikolaus                           | Rosendahl-Darfeld              | Seelsorgeeinheit Rosendahl                                                             | Coesfeld                  | |
| Johannis-Kirche in Billerbeck                                           | St. Johannes der Täufer                | Billerbeck                     | Pfarr- und Propsteigemeinde St. Johann und St. Ludgerus Billerbeck                     | Coesfeld                  | |
| St. Ludgerus Billerbeck                                                 | Propsteikirche St. Ludgerus            | Billerbeck                     | Pfarr- und Propsteigemeinde St. Johann und St. Ludgerus Billerbeck                     | Coesfeld                  | |
| St. Johannes der Täufer in Lette                                        | St. Johannes der Täufer                | Coesfeld-Lette                 | Pfarreiengemeinschaft Coesfeld                                                         | Coesfeld                  | |
| St. Lamberti in Coesfeld                                                | St. Lamberti                           | Coesfeld                       | Pfarreiengemeinschaft Coesfeld, Pfarrei St. Lamberti                                   | Coesfeld                  | |
| St. Jakobi in Coesfeld                                                  | St. Jakobi                             | Coesfeld                       | Pfarreiengemeinschaft Coesfeld, Pfarrei St. Lamberti                                   | Coesfeld                  | Filialkirche |
| Maria Frieden in Coesfeld                                               | Maria Frieden                          | Coesfeld                       | Pfarreiengemeinschaft Coesfeld, Pfarrei St. Lamberti                                   | Coesfeld                  | Filialkirche |
|                                                                         | St. Viktor                             | Damme                          | Pfarrei St. Viktor Damme                                                               | Damme                     | |
|                                                                         | St. Mariä Himmelfahrt                  | Damme-Osterfeine               | Pfarrei St. Viktor Damme                                                               | Damme                     | Filialkirche |
|                                                                         | St. Agnes                              | Damme-Rüschendorf              | Pfarrei St. Viktor Damme                                                               | Damme                     | Filialkirche |
|                                                                         | St. Catharina                          | Dinklage                       |                                                                                        | Damme                     | |
|                                                                         | St. Peter und Paul                     | Holdorf                        | Pfarrei St. Johannes Baptist Steinfeld                                                 | Damme                     | |
|                                                                         | St. Barbara                            | Holdorf-Langenberg             | Pfarrei St. Johannes Baptist Steinfeld                                                 | Damme                     | |
|                                                                         | St. Bonifatius                         | Neuenkirchen-Vörden            | Pfarreiengemeinschaft Holdorf-Neuenkirchen                                             | Damme                     | |
|                                                                         | St. Gertrud                            | Lohne                          | Pfarreiengemeinschaft Lohne-Brockdorf                                                  | Damme                     | |
| St. Maria Goretti in Brockdorf                                          | St. Maria Goretti                      | Lohne-Brockdorf                | Pfarreiengemeinschaft Lohne-Brockdorf                                                  | Damme                     | |
| St. Josef                                                               | St. Josef                              | Lohne                          | Pfarreiengemeinschaft Lohne-Brockdorf                                                  | Damme                     | |
| Herz-Jesu-Kirche in Kroge-Ehrendorf                                     | Herz-Jesu-Kirche                       | Lohne-Kroge-Ehrendorf          | Pfarrei St. Josef Lohne                                                                | Damme                     | Filialkirche |
|                                                                         | St. Johannes Baptist                   | Steinfeld (Oldenburg)          | Pfarrei St. Johannes Baptist Steinfeld                                                 | Damme                     | |
|                                                                         | St. Bonaventura                        | Steinfeld-Mühlen               | Pfarrei St. Johannes Baptist Steinfeld                                                 | Damme                     | |
| St. Dominikus in Meckinghoven                                           | St. Dominikus                          | Datteln-Meckinghoven           | Pfarrei St. Dominikus Datteln                                                          | Recklinghausen            | |
|                                                                         | St. Lambertus                          | Castrop-Rauxel-Henrichenburg   | Pfarrei St. Dominikus Datteln                                                          |                           | Filialkirche |
| St. Maria Magdalena in Horneburg                                        | St. Maria Magdalena                    | Datteln-Horneburg              | Pfarrei St. Dominikus Datteln                                                          | Recklinghausen            | Filialkirche |
|                                                                         | St. Amandus                            | Datteln                        | Seelsorgeeinheit St. Amandus Datteln / St. Marien Ahsen                                | Recklinghausen            | |
|                                                                         | St. Mariä Heimsuchung                  | Datteln-Ahsen                  | Seelsorgeeinheit St. Amandus Datteln / St. Marien Ahsen                                | Recklinghausen            | |
|                                                                         | St. Josef                              | Datteln-Hagem                  | Pfarrei St. Josef Datteln                                                              | Recklinghausen            | |
|                                                                         | St. Antonius                           | Datteln                        | Pfarrei St. Josef Datteln                                                              | Recklinghausen            | Filialkirche |
|                                                                         | St. Marien                             | Datteln-Dümmer                 | Pfarrei St. Josef Datteln                                                              | Recklinghausen            | Filialkirche |
|                                                                         | Christus-König-Kirche                  | Oer-Erkenschwick               | Pfarrei St. Josef Oer-Erkenschwick                                                     | Recklinghausen            | |
| St. Peter und Paul in Oer-Erkenschwick                                  | St. Peter und Paul                     | Oer-Erkenschwick               | Pfarrei St. Josef Oer-Erkenschwick                                                     | Recklinghausen            | |
| St. Josef in Oer-Erkenschwick                                           | St. Josef                              | Oer-Erkenschwick               | Pfarrei St. Josef Oer-Erkenschwick                                                     | Recklinghausen            | |
| St. Marien in Oer-Erkenschwick                                          | St. Marien                             | Oer-Erkenschwick               | Pfarrei St. Josef Oer-Erkenschwick                                                     | Recklinghausen            | |
|                                                                         | St. Petrus                             | Waltrop                        | Pfarrei St. Peter Waltrop                                                              | Recklinghausen            | |
|                                                                         | St. Ludgerus                           | Waltrop                        | Pfarrei St. Peter Waltrop                                                              | Recklinghausen            | Filialkirche |
| St. Marien in Waltrop                                                   | St. Marien                             | Waltrop                        | Pfarrei St. Peter Waltrop                                                              | Recklinghausen            | Filialkirche |
| St. Marien in Delmenhorst                                               | St. Marien                             | Delmenhorst                    | Pfarreiengemeinschaft Delmenhorst, Pfarrei St. Marien                                  | Delmenhorst               | |
| Allerheiligen in Deichhorst                                             | Kirche Allerheiligen                   | Delmenhorst-Deichhorst         | Pfarreiengemeinschaft Delmenhorst, Pfarrei St. Marien                                  | Delmenhorst               | Filialkirche |
| St. Hedwig in Ganderkesee                                               | St. Hedwig                             | Ganderkesee                    | Pfarreiengemeinschaft Delmenhorst, Pfarrei St. Marien                                  | Delmenhorst               | Filialkirche |
|                                                                         | St. Bernhard                           | Ganderkesee-Bookholzberg       | Pfarreiengemeinschaft Delmenhorst, Pfarrei St. Marien                                  | Delmenhorst               | Filialkirche |
| St. Christophorus in Düsternort                                         | St. Christophorus                      | Delmenhorst-Düsternort         | Pfarreiengemeinschaft Delmenhorst                                                      | Delmenhorst               | |
|                                                                         | St. Marien                             | Hude                           | Pfarreiengemeinschaft Delmenhorst                                                      | Delmenhorst               | |
| Heilig-Geist-Kirche in Lemwerder                                        | Heilig-Geist-Kirche                    | Lemwerder                      | Pfarreiengemeinschaft Delmenhorst                                                      | Delmenhorst               | |
|                                                                         | St. Paulus                             | Stuhr-Moordeich                | Pfarreiengemeinschaft Delmenhorst                                                      | Delmenhorst               | |
|                                                                         | Heilig-Geist-Kirche                    | Dinslaken-Hiesfeld             | Pfarrei Heilig Geist                                                                   | Dinslaken                 | |
| Herz Jesu Kirche Dinslaken                                              | Herz-Jesu-Kirche                       | Dinslaken-Oberlohberg          | Pfarrei Heilig Geist                                                                   | Dinslaken                 | Filialkirche |
|                                                                         | St. Jakobus                            | Dinslaken-Bruch                |                                                                                        | Dinslaken                 | |
| St. Vincentius in Dinslaken                                             | St.-Vincentius-Kirche                  | Dinslaken                      | Pfarrei St. Vincentius                                                                 | Dinslaken                 | |
| St.-Johannes-Kirche Dinslaken-Eppinghoven Kirchturm und Erweiterungsbau | St. Johannes Evangelist                | Dinslaken-Eppinghoven          | Pfarrei St. Vincentius                                                                 | Dinslaken                 | Filialkirche |
|                                                                         | Heilig Blut                            | Dinslaken                      | Pfarrei St. Vincentius                                                                 | Dinslaken                 | Filialkirche |
| St. Marien in Lohberg                                                   | St. Marien (Lohberg)                   | Dinslaken-Lohberg              | Pfarrei St. Marien Lohberg-Bruckhausen-Hünxe                                           | Dinslaken                 | |
|                                                                         | St. Albertus Magnus                    | Hünxe-Bruckhausen              | Pfarrei St. Marien Lohberg-Bruckhausen-Hünxe                                           | Dinslaken                 | Filialkirche |
|                                                                         | St. Hedwig                             | Hünxe                          | Pfarrei St. Marien Lohberg-Bruckhausen-Hünxe                                           | Dinslaken                 | Filialkirche |
| St. Dionysius in Duisburg-Walsum                                        | St. Dionysius                          | Duisburg-Walsum-Alt-Walsum     | Pfarrei St. Dionysius Walsum-Nord                                                      | Dinslaken                 | |
| Herz-Jesu-Kirche in Overbruch                                           | Herz-Jesu-Kirche                       | Duisburg-Walsum-Overbruch      | Pfarrei St. Dionysius Walsum-Nord                                                      | Dinslaken                 | Filialkirche |
| St. Elisabeth in Vierlinden                                             | St. Elisabeth                          | Duisburg-Walsum-Vierlinden     | Pfarrei St. Dionysius Walsum-Nord                                                      | Dinslaken                 | zuletzt Filialkirche, am 27. August 2023 profaniert |
| St. Josef in Duisburg-Aldenrade                                         | St. Josef                              | Duisburg-Walsum-Aldenrade      | Pfarrei St. Josef Walsum-Süd                                                           | Dinslaken                 | |
| St. Juliana in Wehofen                                                  | St. Juliana                            | Duisburg-Walsum-Wehofen        | Pfarrei St. Josef Walsum-Süd                                                           | Dinslaken                 | Filialkirche |
| St. Ludgerus in Aldenrade                                               | St. Ludgerus                           | Duisburg-Walsum-Aldenrade      | Pfarrei St. Josef Walsum-Süd                                                           | Dinslaken                 | Filialkirche |
|                                                                         | St. Paulus                             | Voerde (Niederrhein)           | Pfarrei St. Maria – Königin des Friedens                                               | Dinslaken                 | |
|                                                                         | St. Barbara                            | Möllen (Voerde)                | Pfarrei St. Maria – Königin des Friedens                                               | Dinslaken                 | Filialkirche |
|                                                                         | St. Elisabeth                          | Voerde-Friedrichsfeld          | Seelsorgeeinheit St. Elisabeth Friedrichsfeld / St. Peter Spellen                      | Dinslaken                 | |
| St. Peter in Voerde-Spellen                                             | St. Peter                              | Voerde-Spellen                 | Seelsorgeeinheit St. Elisabeth Friedrichsfeld / St. Peter Spellen                      | Dinslaken                 | |
| St. Johannes der Täufer in Kirchhellen                                  | St. Johannes der Täufer                | Bottrop-Kirchhellen            | Pfarrei St. Johannes der Täufer Kirchhellen                                            | Dorsten                   | |
| St. Mariä Himmelfahrt in Feldhausen                                     | St. Mariä Himmelfahrt                  | Bottrop-Feldhausen             | Pfarrei St. Johannes der Täufer Kirchhellen                                            | Dorsten                   | Filialkirche |
| Heilige Familie in Grafenwald                                           | Heilige Familie                        | Bottrop-Grafenwald             | Pfarrei St. Johannes der Täufer Kirchhellen                                            | Dorsten                   | Filialkirche |
|                                                                         | St. Agatha                             | Dorsten                        | Pfarreiengemeinschaft Dorsten-Hervest-Holsterhausen, Pfarrei St. Agatha Dorsten        | Dorsten                   | |
| St. Johannes in Dorsten                                                 | St. Johannes                           | Dorsten                        | Pfarreiengemeinschaft Dorsten-Hervest-Holsterhausen, Pfarrei St. Agatha Dorsten        | Dorsten                   | Filialkirche |
|                                                                         | St. Nikolaus                           | Dorsten-Hardt                  | Pfarreiengemeinschaft Dorsten-Hervest-Holsterhausen, Pfarrei St. Agatha Dorsten        | Dorsten                   | Filialkirche |
| Heilig Kreuz in Altendorf-Ulfkotte                                      | Heilig Kreuz                           | Dorsten-Altendorf-Ulfkotte     | Pfarreiengemeinschaft Dorsten-Hervest-Holsterhausen, Pfarrei St. Agatha Dorsten        | Dorsten                   | Filialkirche |
| St. Paulus in Hervest                                                   | St. Paulus                             | Dorsten-Hervest                | Pfarreiengemeinschaft Dorsten-Hervest-Holsterhausen                                    | Dorsten                   | |
|                                                                         | St. Josef                              | Dorsten-Hervest                | Pfarreiengemeinschaft Dorsten-Hervest-Holsterhausen                                    | Dorsten                   | |
| St. Marien in Hervest                                                   | St. Marien                             | Dorsten-Hervest                | Pfarreiengemeinschaft Dorsten-Hervest-Holsterhausen                                    | Dorsten                   | |
| St. Antonius in Holsterhausen                                           | St. Antonius                           | Dorsten-Holsterhausen          | Pfarreiengemeinschaft Dorsten-Hervest-Holsterhausen                                    | Dorsten                   | |
| St. Bonifatius in Holsterhausen                                         | St. Bonifatius                         | Dorsten-Holsterhausen          | Pfarreiengemeinschaft Dorsten-Hervest-Holsterhausen                                    | Dorsten                   | |
|                                                                         | St. Matthäus                           | Dorsten-Wulfen                 | Pfarreiengemeinschaft St. Matthäus Wulfen + Herz Jesu Deuten                           | Dorsten                   | |
| Herz Jesu in Deuten                                                     | Herz Jesu                              | Dorsten-Deuten                 | Pfarreiengemeinschaft St. Matthäus Wulfen + Herz Jesu Deuten                           | Dorsten                   | |
|                                                                         | St. Laurentius                         | Dorsten-Lembeck                |                                                                                        | Dorsten                   | |
|                                                                         | St. Urbanus                            | Dorsten-Rhade                  |                                                                                        | Dorsten                   | |
|                                                                         | St. Barbara                            | Dorsten-Barkenberg             |                                                                                        | Dorsten                   | |
| St. Johannes in Homberg                                                 | St. Johannes                           | Duisburg-Homberg               | Pfarrverband Duisburg-Homberg                                                          | Duisburg-West             | |
| St. Peter in Duisburg-Homberg                                           | St. Peter                              | Duisburg-Homberg               | Pfarrverband Duisburg-Homberg                                                          | Duisburg-West             | |
| Liebfrauenkirche in Hochheide                                           | Liebfrauenkirche                       | Duisburg-Hochheide             | Pfarrverband Duisburg-Homberg                                                          | Duisburg-West             | |
| Christus König in Bergheim                                              | Christus König                         | Duisburg-Bergheim              | Pfarrei St. Peter Rheinhausen                                                          | Duisburg-West             | |
| St. Barbara in Hochemmerich                                             | St. Barbara                            | Duisburg-Hochemmerich          | Pfarrei St. Peter Rheinhausen                                                          | Duisburg-West             | Filialkirche |
|                                                                         | St. Peter                              | Duisburg-Hochemmerich          | Pfarrei St. Peter Rheinhausen                                                          | Duisburg-West             | Filialkirche |
| St. Ludger in Duisburg-Asterlagen                                       | St. Ludger                             | Duisburg-Asterlagen            | Pfarrei St. Peter Rheinhausen                                                          | Duisburg-West             | Filialkirche |
| St. Joseph in Duisburg-Friemersheim                                     | St. Joseph                             | Duisburg-Friemersheim          | Pfarrei St. Joseph Friemersheim                                                        | Duisburg-West             | |
| St. Laurentius in Duisburg-Friemersheim                                 | St. Laurentius                         | Duisburg-Eisenbahnsiedlung     | Pfarrei St. Joseph Friemersheim                                                        | Duisburg-West             | Filialkirche |
| St. Marien in Duisburg-Schwarzenberg                                    | St. Marien                             | Duisburg-Schwarzenberg         |                                                                                        | Duisburg-West             | |
| St. Klara in Duisburg                                                   | St. Klara                              | Duisburg-Rumeln-Kaldenhausen   |                                                                                        | Duisburg-West             | |
| St. Marien in Duisburg-Rumeln                                           | St. Marien                             | Duisburg-Rumeln-Kaldenhausen   |                                                                                        | Duisburg-West             | |
| Heilig Kreuz in Dülmen                                                  | Heilig-Kreuz-Kirche                    | Dülmen                         | Pfarrei Heilig Kreuz Dülmen                                                            | Dülmen                    | |
| St. Maria Königin in Dülmen                                             | St. Maria Königin                      | Dülmen                         | Pfarrei Heilig Kreuz Dülmen                                                            | Dülmen                    | Filialkirche |
| St. Agatha in Rorup                                                     | St. Agatha                             | Dülmen-Rorup                   |                                                                                        | Dülmen                    | |
| St. Antonius in Dülmen-Merfeld                                          | St. Antonius                           | Dülmen-Merfeld                 | Seelsorgeeinheit Dülmen (1)                                                            | Dülmen                    | |
| Sz. Joseph in Dülmen                                                    | St. Joseph                             | Dülmen                         | Seelsorgeeinheit Dülmen (1)                                                            | Dülmen                    | |
| St. Bonifatius in Nottuln-Schapdetten                                   | St. Bonifatius                         | Nottuln-Schapdetten            | Pfarreiengemeinschaft Nottuln                                                          | Dülmen                    | |
| St. Mariä Himmelfahrt in Appelhülsen                                    | St. Mariä Himmelfahrt                  | Nottuln-Appelhülsen            | Pfarreiengemeinschaft Nottuln                                                          | Dülmen                    | |
| St. Dionysius in Havixbeck                                              | St. Dionysius                          | Havixbeck                      | Pfarrei St. Dionysius und St. Georg Havixbeck                                          | Dülmen                    | |
| St. Georg in Hohenholte                                                 | St. Georg                              | Havixbeck-Hohenholte           | Pfarrei St. Dionysius und St. Georg Havixbeck                                          | Dülmen                    | Filialkirche |
| weitere Bilder                                                          | Kapelle Stift Tilbeck                  | Havixbeck-Tilbeck              | Pfarrei St. Dionysius und St. Georg Havixbeck                                          | Dülmen                    | Die Kapelle wurde in den Jahren 1897 bis 1899 nach Plänen des Architekten und Dombaumeisters Hilger Hertel und seinen Söhnen Hilger und Bernhard erbaut. |
| St. Fabian und Sebastian in Nottuln-Darup                               | St. Fabian und Sebastian               | Nottuln-Darup                  | Seelsorgeeinheit Nottuln                                                               | Dülmen                    | |
| St. Martinus in Nottuln                                                 | St. Martinus                           | Nottuln                        | Seelsorgeeinheit Nottuln                                                               | Dülmen                    | |
| St. Georg in Dülmen-Hiddingsel                                          | St. Georg                              | Dülmen-Hiddingsel              | Seelsorgeeinheit Dülmen (2)                                                            | Dülmen                    | |
| St. Pankratius in Buldern                                               | St. Pankratius                         | Dülmen-Buldern                 | Seelsorgeeinheit Dülmen (2)                                                            | Dülmen                    | |
| St. Jakobus in Dülmen                                                   | St. Jakobus                            | Dülmen-Karthaus                | Seelsorgeeinheit Dülmen (3)                                                            | Dülmen                    | |
| St. Mauritius in Hausdülmen                                             | St. Mauritius                          | Dülmen-Hausdülmen              | Seelsorgeeinheit Dülmen (3)                                                            | Dülmen                    | |
| St. Viktor in Dülmen                                                    | St. Viktor                             | Dülmen                         | Seelsorgeeinheit Dülmen (3)                                                            | Dülmen                    | |
| St. Nicolai in Kalkar                                                   | St. Nicolai                            | Kalkar                         | Pfarrei Heilig Geist Kalkar                                                            | Emmerich                  | |
| St. Pankratius in Altkalkar                                             | St. Pankratius                         | Kalkar-Altkalkar               | Pfarrei Heilig Geist Kalkar                                                            | Emmerich                  | |
| St. Lambertus in Appeldorn                                              | St. Lambertus                          | Kalkar-Appeldorn               | Pfarrei Heilig Geist Kalkar                                                            | Emmerich                  | |
| St. Hubertus in Kehrum                                                  | St. Hubertus                           | Kalkar-Kehrum                  | Pfarrei Heilig Geist Kalkar                                                            | Emmerich                  | |
| St. Barnabas in Niedermörmter                                           | St. Barnabas                           | Kalkar-Niedermörmter           | Pfarrei Heilig Geist Kalkar                                                            | Emmerich                  | |
| St. Aldegundis in Emmerich am Rhein                                     | St. Aldegundis                         | Emmerich am Rhein              | Seelsorgeeinheit Emmerich, Pfarrei St. Christophorus                                   | Emmerich                  | |
| Heilig Geist in Emmerich                                                | Heilig Geist                           | Emmerich am Rhein              | Seelsorgeeinheit Emmerich, Pfarrei St. Christophorus                                   | Emmerich                  | |
| Liebfrauenkirche in Emmerich                                            | Liebfrauenkirche                       | Emmerich am Rhein              | Seelsorgeeinheit Emmerich, Pfarrei St. Christophorus                                   | Emmerich                  | |
| St. Martini in Emmerich am Rhein                                        | St. Martini                            | Emmerich am Rhein              | Seelsorgeeinheit Emmerich, Pfarrei St. Christophorus                                   | Emmerich                  | |
| Stiftskirche St. Clemens in Kalkar-Wissel                               | St. Clemens                            | Kalkar-Wissel                  | Seelsorgeeinheit Kalkar                                                                | Emmerich                  | |
| St. Peter und Paul in Kalkar-Grieth                                     | St. Peter und Paul                     | Kalkar-Grieth                  | Seelsorgeeinheit Kalkar                                                                | Emmerich                  | |
| St. Regenfledis in Kalkar-Hönnepel                                      | St. Regenfledis                        | Kalkar-Hönnepel                | Seelsorgeeinheit Kalkar                                                                | Emmerich                  | |
| St. Georg in Emmerich am Rhein-Hüthum                                   | St. Georg                              | Emmerich am Rhein-Hüthum       | Pfarreiengemeinschaft Emmerich                                                         | Emmerich                  | |
| St. Vitus in Emmerich am Rhein-Hochelten                                | St. Vitus                              | Emmerich am Rhein-Hochelten    | Pfarreiengemeinschaft Emmerich                                                         | Emmerich                  | |
| St. Martinus in Emmerich am Rhein-Elten                                 | St. Martinus                           | Emmerich am Rhein-Elten        | Pfarreiengemeinschaft Emmerich                                                         | Emmerich                  | |
| St. Georg in Rees-Haldern                                               | St. Georg                              | Rees-Haldern                   | Seelsorgeeinheit Haldern-Millingen                                                     | Emmerich                  | |
| St. Quirinus in Rees-Millingen                                          | St. Quirinus                           | Rees-Millingen                 | Seelsorgeeinheit Haldern-Millingen                                                     | Emmerich                  | |
| St. Mariä Himmelfahrt in Rees                                           | St. Mariä Himmelfahrt                  | Rees                           | Pfarrei St. Irmgardis Rees                                                             | Emmerich                  | |
| St. Cosmas und Damianus in Rees-Bienen                                  | St. Cosmas und Damian                  | Rees-Bienen                    | Pfarrei St. Irmgardis Rees                                                             | Emmerich                  | |
| St. Katharina in Grietherbusch                                          | St. Katharina                          | Rees-Grietherbusch             | Pfarrei St. Irmgardis Rees                                                             | Emmerich                  | |
| St. Lambertus in Haffen                                                 | St. Lambertus                          | Rees-Haffen                    | Pfarrei St. Irmgardis Rees                                                             | Emmerich                  | |
| St. Vincentius in Mehr                                                  | St. Vincentius                         | Rees-Mehr                      | Pfarrei St. Irmgardis Rees                                                             | Emmerich                  | |
| St. Antonius in Emmerich am Rhein-Vrasselt                              | St. Antonius Abt                       | Emmerich am Rhein-Vrasselt     | Seelsorgeeinheit Emmerich, Pfarrei St. Johannes der Täufer                             | Emmerich                  | |
| St. Johannes der Täufer in Dornick                                      | St. Johannes der Täufer                | Emmerich am Rhein-Dornick      | Seelsorgeeinheit Emmerich, Pfarrei St. Johannes der Täufer                             | Emmerich                  | |
| St. Johannes Baptist in Emmerich am Rhein-Praest                        | St. Johannes Baptist                   | Emmerich am Rhein-Praest       | Seelsorgeeinheit Emmerich, Pfarrei St. Johannes der Täufer                             | Emmerich                  | |
|                                                                         | St. Pankratius                         | Emsdetten                      | Pfarrei St. Pankratius                                                                 | Steinfurt                 | |
| Herz-Jesu-Kirche in Emsdetten                                           | Herz-Jesu-Kirche                       | Emsdetten                      | Pfarrei St. Pankratius                                                                 | Steinfurt                 | Filialkirche |
| St. Joseph in Emsdetten                                                 | St. Joseph                             | Emsdetten                      | Pfarrei St. Pankratius                                                                 | Steinfurt                 | Filialkirche |
|                                                                         | St. Georg                              | Saerbeck                       | Pfarrei St. Georg                                                                      | Steinfurt                 | |
| St. Marien in Emsdetten                                                 | St. Marien                             | Emsdetten                      | Pfarrei St. Pankratius                                                                 | Steinfurt                 | Filialkirche |
|                                                                         | St. Servatius                          | Emsdetten-Hembergen            | Pfarrei St. Pankratius                                                                 | Steinfurt                 | Filialkirche |
|                                                                         | Heilig-Geist-Kirche                    | Emsdetten                      | Pfarrei St. Pankratius                                                                 | Steinfurt                 | Filialkirche |
|                                                                         | St. Konrad                             | Emsdetten-Ahlintel             | Pfarrei St. Pankratius                                                                 | Steinfurt                 | Filialkirche |
| St. Josef in Greven                                                     | St. Josef                              | Greven                         | Pfarrei St. Lukas Greven                                                               | Steinfurt                 | |
|                                                                         | St. Franziskus von Assisi              | Greven-Reckenfeld              | Pfarrei St. Lukas Greven                                                               | Steinfurt                 | Filialkirche |
|                                                                         | St. Martinus                           | Greven                         | Pfarrei St. Martinus Greven                                                            | Steinfurt                 | |
|                                                                         | Heilige Schutzengelkirche              | Greven-Schmedehausen           | Pfarrei St. Martinus Greven                                                            | Steinfurt                 | Filialkirche |
|                                                                         | St. Wendelin                           | Greven-Bockholt                | Pfarrei St. Martinus Greven                                                            | Steinfurt                 | Filialkirche |
|                                                                         | St. Johannes Baptist                   | Greven-Gimbte                  |                                                                                        | Steinfurt                 | |
|                                                                         | St. Cosmas und Damian                  | Barßel                         | Pfarrei St. Ansgar Barßel                                                              | Friesoythe                | |
| St. Elisabeth in Elisabethfehn                                          | St. Elisabeth                          | Barßel-Elisabethfehn           | Pfarrei St. Ansgar Barßel                                                              | Friesoythe                | Filialkirche |
| St. Marien in Harkebrügge                                               | St. Marien                             | Barßel-Harkebrügge             | Pfarrei St. Ansgar Barßel                                                              | Friesoythe                | Filialkirche |
| St. Cäcilia-Kirche in Bösel                                             | St. Cäcilia                            | Bösel                          | Pfarrei St. Cäcilia Bösel                                                              | Friesoythe                | |
|                                                                         | St. Peter und Paul                     | Bösel-Petersdorf               | Pfarrei St. Cäcilia Bösel                                                              | Friesoythe                | Filialkirche |
| St. Marien in Friesoythe                                                | St. Marien                             | Friesoythe                     | Pfarrei St. Marien Friesoythe                                                          | Friesoythe                | |
| St. Vitus in Altenoythe                                                 | St. Vitus                              | Friesoythe-Altenoythe          | Pfarrei St. Marien Friesoythe                                                          | Friesoythe                | Filialkirche |
| Dreifaltigkeitskirche in Altenoythe                                     | Dreifaltigkeitskirche                  | Friesoythe-Altenoythe          | Pfarrei St. Marien Friesoythe                                                          | Friesoythe                | Filialkirche |
|                                                                         | St. Johannes                           | Friesoythe-Markhausen          | Pfarrei St. Marien Friesoythe                                                          | Friesoythe                | Filialkirche |
|                                                                         | St. Ludger                             | Friesoythe-Neuscharrel         | Pfarrei St. Marien Friesoythe                                                          | Friesoythe                | Filialkirche |
|                                                                         | St. Johannes Baptist                   | Friesoythe-Thüle               | Pfarrei St. Marien Friesoythe                                                          | Friesoythe                | Filialkirche |
| St. Josef-Kirche in Kampe                                               | St. Josef                              | Friesoythe-Kampe               | Pfarrei St. Marien Friesoythe                                                          | Friesoythe                | Filialkirche |
|                                                                         | St. Peter und Paul                     | Garrel                         | Pfarrei St. Johannes Baptist Garrel                                                    | Friesoythe                | |
| St. Josef in Beverbruch                                                 | St. Josef                              | Garrel-Beverbruch              | Pfarrei St. Johannes Baptist Garrel                                                    | Friesoythe                | Filialkirche |
|                                                                         | St. Maria Königin                      | Garrel-Falkenberg              | Pfarrei St. Johannes Baptist Garrel                                                    | Friesoythe                | Filialkirche |
| Herz-Jesu-Kirche in Nikolausdorf                                        | Herz-Jesu-Kirche                       | Garrel-Nikolausdorf            | Pfarrei St. Johannes Baptist Garrel                                                    | Friesoythe                | Filialkirche |
| Pfarrkirche St. Jakobus Saterland-Ramsloh                               | St. Jakobus                            | Saterland-Ramsloh              | Pfarrei St. Jakobus in Saterland                                                       | Friesoythe                | |
| St. Peter und Paul in Scharrel                                          | St. Peter und Paul                     | Saterland-Scharrel             | Pfarrei St. Jakobus in Saterland                                                       | Friesoythe                | Filialkirche |
| St. Petrus Canisius in Sedelsberg                                       | St. Petrus Canisius                    | Saterland-Sedelsberg           | Pfarrei St. Jakobus in Saterland                                                       | Friesoythe                | Filialkirche |
| St. Georg in Strücklingen                                               | St. Georg                              | Saterland-Strücklingen         | Pfarrei St. Jakobus in Saterland                                                       | Friesoythe                | Filialkirche |
| St. Antonius in Bokelesch                                               | St. Antonius                           | Saterland-Bokelesch            | Pfarrei St. Jakobus in Saterland                                                       | Friesoythe                | Filialkirche |
| St. Antonius in Sevelen                                                 | St. Antonius                           | Issum-Sevelen                  | Pfarrei St. Anna Issum                                                                 | Geldern                   | |
| St. Nikolaus in Issum                                                   | St. Nikolaus                           | Issum                          | Pfarrei St. Anna Issum                                                                 | Geldern                   | |
| St. Antonius in Tönisberg                                               | St. Antonius                           | Kempen-Tönisberg               | Pfarrei St. Martin Rheurdt-Schaephuysen                                                | Geldern                   | |
| St. Dionysius in Nieukerk                                               | St. Dionysius                          | Kerken-Nieukerk                | Pfarrei St. Dionysius Kerken                                                           | Geldern                   | |
| St. Peter und Paul in Aldekerk                                          | St. Peter und Paul                     | Kerken-Aldekerk                | Pfarrei St. Dionysius Kerken                                                           | Geldern                   | |
| St. Thomas in Stenden                                                   | St. Thomas                             | Kerken-Stenden                 | Pfarrei St. Dionysius Kerken                                                           | Geldern                   | |
| St. Hubertus in Rheurdt-Schaephuysen                                    | St. Hubertus                           | Rheurdt-Schaephuysen           | Pfarrei St. Martin Rheurdt-Schaephuysen                                                | Geldern                   | |
|                                                                         | St. Maria Magdalena                    | Geldern                        | Pfarrei St. Maria Magdalena Geldern                                                    | Geldern                   | |
|                                                                         | St. Antonius Abbas                     | Geldern-Hartefeld              | Pfarrei St. Maria Magdalena Geldern                                                    | Geldern                   | |
|                                                                         | St. Antonius                           | Geldern-Pont                   | Pfarrei St. Maria Magdalena Geldern                                                    | Geldern                   | |
| St. Georg in Kapellen                                                   | St. Georg                              | Geldern-Kapellen               | Pfarrei St. Maria Magdalena Geldern                                                    | Geldern                   | |
| St. Martin in Geldern-Veert                                             | St. Martin                             | Geldern-Veert                  | Pfarrei St. Maria Magdalena Geldern                                                    | Geldern                   | |
|                                                                         | St. Nikolaus                           | Geldern-Walbeck                | Pfarrei St. Maria Magdalena Geldern                                                    | Geldern                   | |
| St. Rochus in Geldern-Lüllingen                                         | St. Rochus                             | Geldern-Lüllingen              | Pfarrei St. Maria Magdalena Geldern                                                    | Geldern                   | |
| Zur Schmerzensmutter in Geldern-Aengenesch                              | Zur Schmerzensmutter                   | Geldern-Aengenesch             | Pfarrei St. Maria Magdalena Geldern                                                    | Geldern                   | auch St. Maria genannt |
| St. Martin in Wankum                                                    | St. Martin                             | Wachtendonk-Wankum             | Pfarrei St. Marien Wachtendonk                                                         | Geldern                   | |
| St. Michael in Wachtendonk                                              | St. Michael                            | Wachtendonk                    | Pfarrei St. Marien Wachtendonk                                                         | Geldern                   | |
| St. Amandus in Herongen                                                 | St. Amandus                            | Straelen-Herongen              | Pfarrei St. Marien Wachtendonk                                                         | Geldern                   | |
| St. Peter und Paul in Straelen                                          | St. Peter und Paul                     | Straelen                       | Pfarrei St. Peter und Paul Straelen                                                    | Geldern                   | |
|                                                                         | St. Cornelius                          | Straelen-Broekhuysen           | Pfarrei St. Peter und Paul Straelen                                                    | Geldern                   | |
| St. Georg in Holt                                                       | St. Georg                              | Straelen-Holt                  | Pfarrei St. Peter und Paul Straelen                                                    | Geldern                   | |
| St. Maria Magdalena in Goch                                             | St. Maria Magdalena                    | Goch                           | Pfarrei St. Arnold Janssen Goch                                                        | Goch                      | |
|                                                                         | Liebfrauen                             | Goch                           | Pfarrei St. Arnold Janssen Goch                                                        | Goch                      | Filialkirche |
| St. Arnold Janssen in Goch                                              | St. Arnold Janssen                     | Goch                           | Pfarrei St. Arnold Janssen Goch                                                        | Goch                      | Filialkirche |
| St. Vincentius in Goch-Asperden                                         | St. Vincentius                         | Goch-Asperden                  | Seelsorgeeinheit Goch                                                                  | Goch                      | |
| St. Willibrordus in Goch-Hassum                                         | St. Willibrordus                       | Goch-Hassum                    | Seelsorgeeinheit Goch                                                                  | Goch                      | |
| St. Petrus in Goch-Hommersum                                            | St. Petrus                             | Goch-Hommersum                 | Seelsorgeeinheit Goch                                                                  | Goch                      | |
| St. Mariä Opferung in Hülm                                              | St. Mariä Opferung                     | Goch-Hülm                      | Seelsorgeeinheit Goch                                                                  | Goch                      | |
| St. Stephanus in Goch-Kessel                                            | St. Stephanus                          | Goch-Kessel                    | Seelsorgeeinheit Goch                                                                  | Goch                      | |
| St. Martinus in Pfalzdorf                                               | St. Martinus                           | Goch-Pfalzdorf                 | Seelsorgeeinheit Goch                                                                  | Goch                      | |
| St. Antonius in Kevelaer                                                | St. Antonius                           | Kevelaer                       | Seelsorgeeinheit Kevelaer (1)                                                          | Goch                      | |
| St. Quirinus in Kevelaer-Twisteden                                      | St. Quirinus                           | Kevelaer-Twisteden             | Seelsorgeeinheit Kevelaer (1)                                                          | Goch                      | |
| St. Marien in Kevelaer                                                  | St. Marien                             | Kevelaer                       |                                                                                        | Goch                      | |
| St. Antonius in Kervenheim                                              | St. Antonius                           | Kevelaer-Kervenheim            |                                                                                        | Goch                      | |
| St. Petrus in Kevelaer-Wetten                                           | St. Petrus                             | Kevelaer-Wetten                | Seelsorgeeinheit Kevelaer (2)                                                          | Goch                      | |
| St. Urbanus in Winnekendonk                                             | St. Urbanus                            | Kevelaer-Winnekendonk          | Seelsorgeeinheit Kevelaer (2)                                                          | Goch                      | |
| St. Laurentius in Uedem                                                 | St. Laurentius                         | Uedem                          | Pfarrei St. Franziskus Uedem                                                           | Goch                      | |
| St. Jodokus in Keppeln                                                  | St. Jodokus                            | Uedem-Keppeln                  | Pfarrei St. Franziskus Uedem                                                           | Goch                      | |
| Heilige Familie in Uedem-Uedemerbruch                                   | Heilige Familie                        | Uedem-Uedemerbruch             | Pfarrei St. Franziskus Uedem                                                           | Goch                      | Filialkirche |
| St. Cyriakus in Weeze                                                   | St. Cyriakus                           | Weeze                          | Pfarrei St. Cyriakus Weeze                                                             | Goch                      | |
| Heilig Kreuz in Weeze-Wemb                                              | Heilig Kreuz                           | Weeze-Wemb                     | Pfarrei St. Cyriakus Weeze                                                             | Goch                      | Filialkirche |
| St. Antonius Lavesum Haltern                                            | St. Antonius                           | Haltern am See-Lavesum         | Pfarreiengemeinschaft St. Antonius – St. Lambertus – St. Laurentius Haltern            | Lippe                     | |
|                                                                         | St. Lambertus                          | Haltern am See-Lippramsdorf    | Pfarreiengemeinschaft St. Antonius – St. Lambertus – St. Laurentius Haltern            | Lippe                     | |
| St. Laurentius Haltern Südwestansicht                                   | St. Laurentius                         | Haltern am See                 | Pfarreiengemeinschaft St. Antonius – St. Lambertus – St. Laurentius Haltern            | Lippe                     | |
|                                                                         | St. Sixtus                             | Haltern am See                 | Pfarreiengemeinschaft St. Sixtus – St. Marien – St. Joseph Haltern                     | Lippe                     | |
| St. Marien Haltern Nordansicht                                          | St. Marien                             | Haltern am See                 | Pfarreiengemeinschaft St. Sixtus – St. Marien – St. Joseph Haltern                     | Lippe                     | |
| St. Joseph in Sythen                                                    | St. Joseph                             | Haltern am See-Sythen          | Pfarreiengemeinschaft St. Sixtus – St. Marien – St. Joseph Haltern                     | Lippe                     | |
| Heilig Kreuz in Hamm-Bossendorf                                         | Heilig Kreuz                           | Haltern am See-Hamm-Bossendorf | Pfarreiengemeinschaft Heilig Kreuz – St. Andreas – St. Maria Magdalena Haltern         | Lippe                     | |
|                                                                         | St. Andreas                            | Haltern am See-Hullern         | Pfarreiengemeinschaft Heilig Kreuz – St. Andreas – St. Maria Magdalena Haltern         | Lippe                     | |
|                                                                         | St. Maria Magdalena                    | Haltern am See-Flaesheim       | Pfarreiengemeinschaft Heilig Kreuz – St. Andreas – St. Maria Magdalena Haltern         | Lippe                     | |
| Herz Jesu in Heessen                                                    | Herz Jesu                              | Hamm-Heessen                   | Clemens August Graf von Galen Hamm                                                     | Hamm-Nord                 | |
| Maria Königin in Hamm                                                   | Maria Königin                          | Hamm-Bockum-Hövel              | Clemens August Graf von Galen Hamm                                                     | Hamm-Nord                 | |
|                                                                         | Christus-König-Kirche                  | Hamm-Bockum-Hövel              | Heilig Geist Bockum-Hövel                                                              | Hamm-Nord                 | |
|                                                                         | Herz Jesu                              | Hamm-Bockum-Hövel              | Heilig Geist Bockum-Hövel                                                              | Hamm-Nord                 | |
|                                                                         | St. Pankratius                         | Hamm-Bockum-Hövel              | Heilig Geist Bockum-Hövel                                                              | Hamm-Nord                 | |
|                                                                         | St. Stephanus                          | Hamm-Bockum-Hövel              | Heilig Geist Bockum-Hövel                                                              | Hamm-Nord                 | |
|                                                                         | St. Marien                             | Hamm-Heessen                   | Papst Johannes Heessen                                                                 | Hamm-Nord                 | Filialkirche |
| St. Stephanus in Heessen                                                | St. Stephanus                          | Hamm-Heessen                   | Papst Johannes Heessen                                                                 | Hamm-Nord                 | |
| St. Antonius in Herten                                                  | St. Antonius                           | Herten-Mitte                   | Pfarrgemeinde St. Antonius Herten                                                      | Herten                    | |
| St. Josef in Disteln                                                    | St. Josef                              | Herten-Disteln                 | Pfarrgemeinde St. Antonius Herten                                                      | Herten                    | Filialkirche |
| St. Barbara in Paschenberg                                              | St. Barbara                            | Herten-Paschenberg             | Pfarrgemeinde St. Antonius Herten                                                      | Herten                    | Filialkirche |
| St. Joseph in Herten-Süd                                                | St. Joseph                             | Herten-Süd                     | Pfarrgemeinde St. Antonius Herten                                                      | Herten                    | Filialkirche |
|                                                                         | St. Martinus                           | Herten-Westerholt              | Pfarrgemeinde St. Martinus Herten                                                      | Herten                    | |
| St. Johannes in Bertlich                                                | St. Johannes                           | Herten-Bertlich                | Pfarrgemeinde St. Martinus Herten                                                      | Herten                    | Filialkirche |
| St. Maria Heimsuchung in Langenbochum                                   | St. Maria Heimsuchung                  | Herten-Langenbochum            | Pfarrgemeinde St. Martinus Herten                                                      | Herten                    | Filialkirche |
| St. Ludgerus in Scherlebeck                                             | St. Ludgerus                           | Herten-Scherlebeck             | Pfarrgemeinde St. Martinus Herten                                                      | Herten                    | Filialkirche |
| St. Agatha in Münster-Angelmodde                                        | St. Agatha                             | Münster-Angelmodde             | Pfarrei St. Nikolaus Münster                                                           | Hiltrup                   | Filialkirche |
| St. Bernhard in Münster                                                 | St. Bernhard                           | Münster-Angelmodde-West        | Pfarrei St. Nikolaus Münster                                                           | Hiltrup                   | Filialkirche |
| St. Ida in Münster-Gremmendorf                                          | St. Ida                                | Münster-Gremmendorf            | Pfarrei St. Nikolaus Münster                                                           | Hiltrup                   | Filialkirche |
| St. Nikolaus in Münster-Wolbeck                                         | St. Nikolaus                           | Münster-Wolbeck                | Pfarrei St. Nikolaus Münster                                                           | Hiltrup                   | |
| St. Clemens in Münster-Hiltrup                                          | St. Clemens                            | Münster-Hiltrup                | Pfarrei St. Clemens                                                                    | Hiltrup                   | |
| St. Sebastian in Amelsbüren                                             | St. Sebastian                          | Münster-Amelsbüren             | Pfarrei St. Clemens                                                                    | Hiltrup                   | |
| St. Marien in Hiltrup                                                   | St. Marien                             | Münster-Hiltrup                | Pfarrei St. Clemens                                                                    | Hiltrup                   | |
|                                                                         | St. Antonius                           | Hörstel                        | Pfarrei St. Reinhildis Hörstel                                                         | Ibbenbüren                | |
|                                                                         | St. Anna                               | Hörstel-Dreierwalde            | Pfarrei St. Reinhildis Hörstel                                                         | Ibbenbüren                | Filialkirche |
|                                                                         | St. Mariä Heimsuchung                  | Hörstel-Bevergern              | Pfarrei St. Reinhildis Hörstel                                                         | Ibbenbüren                | Filialkirche |
|                                                                         | St. Kalixtus                           | Hörstel-Riesenbeck             | Pfarrei St. Reinhildis Hörstel                                                         | Ibbenbüren                | Filialkirche |
|                                                                         | St. Bernhard                           | Hörstel-Gravenhorst            | Pfarrei St. Reinhildis Hörstel                                                         | Ibbenbüren                | Filialkirche |
|                                                                         | Christus-König-Kapelle                 | Hörstel-Ostenwalde             | Pfarrei St. Reinhildis Hörstel                                                         | Ibbenbüren                | Filialkirche |
|                                                                         | St. Mauritius                          | Ibbenbüren                     | Pfarrei St. Mauritius Ibbenbüren und Brochterbeck                                      | Ibbenbüren                | |
|                                                                         | St. Maria Magdalena                    | Ibbenbüren-Laggenbeck          | Pfarrei St. Mauritius Ibbenbüren und Brochterbeck                                      | Ibbenbüren                | Filialkirche |
|                                                                         | St. Ludwig                             | Ibbenbüren                     | Pfarrei St. Mauritius Ibbenbüren und Brochterbeck                                      | Ibbenbüren                | Filialkirche |
|                                                                         | St. Johannes Bosco                     | Ibbenbüren                     | Pfarrei St. Mauritius Ibbenbüren und Brochterbeck                                      | Ibbenbüren                | Filialkirche |
| St. Modestus in Dörenthe                                                | St. Modestus                           | Ibbenbüren-Dörenthe            | Pfarrei St. Mauritius Ibbenbüren und Brochterbeck                                      | Ibbenbüren                | Filialkirche |
|                                                                         | St. Peter und Paul                     | Tecklenburg-Brochterbeck       | Pfarrei St. Mauritius Ibbenbüren und Brochterbeck                                      | Ibbenbüren                | Filialkirche |
| St. Michael in Bockraden                                                | St. Michael                            | Ibbenbüren-Bockraden           | Pfarrei St. Mauritius Ibbenbüren und Brochterbeck                                      | Ibbenbüren                | Filialkirche |
|                                                                         | St. Barbara                            | Ibbenbüren-Dickenberg          | Pfarrei St. Mauritius Ibbenbüren und Brochterbeck                                      | Ibbenbüren                | Filialkirche |
| St. Marien in Uffeln                                                    | St. Marien                             | Ibbenbüren-Uffeln              | Pfarrei St. Mauritius Ibbenbüren und Brochterbeck                                      | Ibbenbüren                | Filialkirche |
|                                                                         | Herz-Jesu-Kirche                       | Ibbenbüren-Püsselbüren         | Pfarrei St. Mauritius Ibbenbüren und Brochterbeck                                      | Ibbenbüren                | Filialkirche |
| St. Margareta in Lengerich                                              | St. Margareta                          | Lengerich                      | Pfarrei Seliger Niels Stensen                                                          | Ibbenbüren                | |
|                                                                         | St. Christophorus                      | Ladbergen                      | Pfarrei Seliger Niels Stensen                                                          | Ibbenbüren                | Filialkirche |
|                                                                         | Maria Frieden                          | Lienen                         | Pfarrei Seliger Niels Stensen                                                          | Ibbenbüren                | Filialkirche |
| St. Michael in Tecklenburg                                              | St. Michael                            | Tecklenburg                    | Pfarrei Seliger Niels Stensen                                                          | Ibbenbüren                | Filialkirche |
| St. Markus in Bedburg-Hau-Schneppenbaum                                 | St. Markus                             | Bedburg-Hau-Schneppenbaum      | Pfarrei St. Antonius Bedburg-Hau                                                       | Kleve                     | |
| St. Antonius in Hau                                                     | St. Antonius                           | Bedburg-Hau-Hau                | Pfarrei St. Antonius Bedburg-Hau                                                       | Kleve                     | Filialkirche |
| St. Martinus in Bedburg-Hau-Qualburg                                    | St. Martinus                           | Bedburg-Hau-Qualburg           | Pfarrei St. Antonius Bedburg-Hau                                                       | Kleve                     | Filialkirche |
| St. Vincentius in Bedburg-Hau-Till                                      | St. Vincentius                         | Bedburg-Hau-Till               | Pfarrei St. Peter Bedburg-Hau                                                          | Kleve                     | |
| St. Peter in Bedburg-Hau-Huisberden                                     | St. Peter                              | Bedburg-Hau-Huisberden         | Pfarrei St. Peter Bedburg-Hau                                                          | Kleve                     | Filialkirche |
| St. Stephanus in Bedburg-Hau-Hasselt                                    | St. Stephanus                          | Bedburg-Hau-Hasselt            | Pfarrei St. Peter Bedburg-Hau                                                          | Kleve                     | Filialkirche |
| St. Mariä Himmelfahrt in Kleve                                          | St. Mariä Himmelfahrt                  | Kleve                          | Pfarrei St. Mariä Himmelfahrt Kleve                                                    | Kleve                     | |
| Christus-König in Kleve                                                 | Christus König                         | Kleve                          | Pfarrei St. Mariä Himmelfahrt Kleve                                                    | Kleve                     | Filialkirche |
| Herz Jesu in Kleve                                                      | Herz Jesu                              | Kleve                          | Pfarrei St. Mariä Himmelfahrt Kleve                                                    | Kleve                     | Filialkirche |
| St. Mariae Empfängnis in Kleve                                          | St. Mariä Empfängnis                   | Kleve                          | Pfarrei St. Mariä Himmelfahrt Kleve                                                    | Kleve                     | Filialkirche |
| St. Lambertus in Kleve-Donsbrüggen                                      | St. Lambertus                          | Kleve-Donsbrüggen              | Pfarrei St. Mariä Himmelfahrt Kleve                                                    | Kleve                     | Filialkirche |
| St. Anna in Kleve-Materborn                                             | St. Anna                               | Kleve-Materborn                | Pfarrei Zur Heiligen Familie Kleve                                                     | Kleve                     | |
| Herz Jesu in Kleve-Reichswalde                                          | Herz Jesu                              | Kleve-Reichswalde              | Pfarrei Zur Heiligen Familie Kleve                                                     | Kleve                     | Filialkirche |
| St. Willibrord in Kleve-Kellen                                          | St. Willibrord                         | Kleve-Kellen                   | Pfarrei Heilige Dreifaltigkeit Kleve                                                   | Kleve                     | |
| St. Martinus in Kleve-Griethausen                                       | St. Martinus                           | Kleve-Griethausen              | Pfarrei Heilige Dreifaltigkeit Kleve                                                   | Kleve                     | Filialkirche |
| St. Hermes in Kleve-Warbeyen                                            | St. Hermes                             | Kleve-Warbeyen                 | Pfarrei Heilige Dreifaltigkeit Kleve                                                   | Kleve                     | Filialkirche |
| St. Willibrord in Kleve-Rindern                                         | St. Willibrord                         | Kleve-Rindern                  | Pfarrei St. Willibrord Kleve                                                           | Kleve                     | |
| St. Mariä Himmelfahrt in Kleve-Keeken                                   | St. Mariä Himmelfahrt                  | Kleve-Keeken                   | Pfarrei St. Willibrord Kleve                                                           | Kleve                     | Filialkirche |
| St. Mauritius in Kleve-Düffelward                                       | St. Mauritius                          | Kleve-Düffelward               | Pfarrei St. Willibrord Kleve                                                           | Kleve                     | Filialkirche |
| St. Martinus in Kleve-Bimmen                                            | St. Martinus                           | Kleve-Bimmen                   | Pfarrei St. Willibrord Kleve                                                           | Kleve                     | Filialkirche |
| St. Peter und Paul in Kranenburg                                        | St. Peter und Paul                     | Kranenburg                     | Seelsorgeeinheit Kranenburg                                                            | Kleve                     | |
| St. Bonifatius in Kranenburg-Niel                                       | St. Bonifatius                         | Kranenburg-Niel                | Seelsorgeeinheit Kranenburg                                                            | Kleve                     | |
| St. Johannes Baptist in Kranenburg-Wyler                                | St. Johannes Baptist                   | Kranenburg-Wyler               | Seelsorgeeinheit Kranenburg                                                            | Kleve                     | |
| St. Martin in Kranenburg-Zyfflich                                       | St. Martin                             | Kranenburg-Zyfflich            | Seelsorgeeinheit Kranenburg                                                            | Kleve                     | |
| St. Antonius in Kranenburg-Nütterden                                    | St. Antonius                           | Kranenburg-Nütterden           | Pfarrei St. Antonius Abbas Kranenburg                                                  | Kleve                     | |
| St. Antonius in Kranenburg-Frasselt                                     | St. Antonius                           | Kranenburg-Frasselt            | Pfarrei St. Antonius Abbas Kranenburg                                                  | Kleve                     | Filialkirche |
| St. Martinus in Kranenburg-Mehr                                         | St. Martinus                           | Kranenburg-Mehr                | Pfarrei St. Antonius Abbas Kranenburg                                                  | Kleve                     | Filialkirche |
| Heilig Geist in Münster                                                 | Heilig Geist                           | Münster                        | Pfarrei St. Joseph, Münster-Süd                                                        | Münster                   | Filialkirche |
| Heilig Geist in Münster                                                 | St. Sebastian                          | Münster                        | Pfarrei St. Joseph, Münster-Süd                                                        | Münster                   | 2008 profaniert, 2012/2013 Umbau zur Kindertagesstätte |
| St. Anna in Münster-Mecklenbeck                                         | St. Anna                               | Münster-Mecklenbeck            | Pfarrei St. Liudger Münster                                                            | Münster                   | Filialkirche |
| St. Ludgerus in Münster-Albachten                                       | St. Ludgerus                           | Münster-Albachten              | Pfarrei St. Liudger Münster                                                            | Lamberti                  | Filialkirche |
| St. Gottfried in Münster                                                | St. Gottfried                          | Münster                        | Pfarrei St. Joseph, Münster-Süd                                                        | Münster                   | Filialkirche |
| St. Joseph in Münster                                                   | St. Joseph                             | Münster                        | Pfarrei St. Joseph, Münster-Süd                                                        | Münster                   | Pfarrkirche |
| St. Antonius in Münster                                                 | St. Antonius                           | Münster                        | Pfarrei St. Joseph, Münster.Süd                                                        | Münster                   | Filialkirche |
| St. Stephanus in Münster                                                | St. Stephanus                          | Münster                        | Pfarrei St. Liudger Münster                                                            | Münster                   | Filialkirche |
| St. Lamberti in Münster                                                 | St. Lamberti                           | Münster                        | Pfarrei St. Lamberti Münster                                                           | Münster                   | Pfarrkirche |
| St. Martini in Münster                                                  | St. Martini                            | Münster                        | Pfarrei St. Lamberti Münster                                                           | Münster                   | Filialkirche |
| St. Ludgeri in Münster                                                  | St. Ludgeri                            | Münster                        | Pfarrei St. Lamberti Münster                                                           | Münster                   | Filialkirche |
| St. Aegidii in Münster                                                  | St. Aegidii                            | Münster                        | Pfarrei St. Lamberti Münster                                                           | Münster                   | Filialkirche |
| Clemenskirche in Münster                                                | Clemenskirche                          | Münster                        | Eigentümerin: Stadt Münster                                                            | Münster                   | |
| St. Servatii in Münster                                                 | St. Servatii                           | Münster                        | Pfarrei St. Lamberti Münster                                                           | Münster                   | Filialkirche |
| Heilig Kreuz in Münster                                                 | Heilig Kreuz                           | Münster                        | Pfarrei Heilig Kreuz Münster                                                           | Münster                   | Pfarrkirche |
| Dreifaltigkeitskirche in Münster                                        | Dreifaltigkeit                         | Münster                        | Pfarrei Heilig Kreuz Münster                                                           | Münster                   | Filialkirche, wurde 2010 profaniert |
| St. Michael in Münster-Gievenbeck                                       | St. Michael                            | Münster-Gievenbeck             | Pfarrei Liebfrauen-Überwasser, Münster                                                 | Münster                   | Filialkirche |
| Liebfrauen-Überwasser in Münster                                        | Liebfrauen-Überwasser                  | Münster                        | Pfarrei Liebfrauen-Überwasser, Münster                                                 | Münster                   | Pfarrkirche, auch Überwasserkirche genannt |
| St. Josef in Münster-Kinderhaus                                         | St. Josef                              | Münster-Kinderhaus             | Pfarrei St. Josef und Marien                                                           | Münster                   | Pfarrkirche |
| St. Marien in Sprakel                                                   | St. Marien                             | Münster-Sprakel                | Pfarrei St. Josef und Marien                                                           | Münster                   | Filialkirche |
| St. Maria Heil der Kranken in Münster                                   | St. Maria Heil der Kranken             | Münster                        | Klinikenkirche des Universitätsklinikums, Eigentümerin: Land NRW                       | Münster                   | 2023 profaniert |
| St. Theresia in Münster                                                 | St. Theresia                           | Münster                        | Pfarrei Liebfrauen-Überwasser, Münster                                                 | Münster                   | Filialkirche |
| St. Sebastian in Münster-Nienberge                                      | St. Sebastian                          | Münster-Nienberge              | Pfarrei Liebfrauen-Überwasser, Münster                                                 | Münster                   | Filialkirche |
| St. Pantaleon in Münster-Roxel                                          | St. Pantaleon                          | Münster-Roxel                  | Pfarrei St. Liudger Münster                                                            | Münster                   | Pfarrkirche |
| St. Bartholomäus in Essen                                               | St. Bartholomäus                       | Essen                          | Pfarrei St. Bartholomäus Essen                                                         | Löningen                  | |
| St. Marien in Bevern                                                    | St. Marien                             | Essen-Bevern                   | Pfarrei St. Bartholomäus Essen                                                         | Löningen                  | Filialkirche |
| Pfarrkirche St. Petrus                                                  | St. Petrus                             | Lastrup                        | Pfarreiengemeinschaft Lastrup                                                          | Löningen                  | |
| Herz-Jesu-Kirche in Hemmelte                                            | Herz-Jesu-Kirche                       | Lastrup-Hemmelte               | Pfarreiengemeinschaft Lastrup                                                          | Löningen                  | |
|                                                                         | St. Michael                            | Lastrup-Kneheim                | Pfarreiengemeinschaft Lastrup                                                          | Löningen                  | |
| St. Katharina von Siena in Lindern                                      | St. Katharina von Siena                | Lindern                        | Pfarrei St. Katharina von Siena Lindern                                                | Löningen                  | |
|                                                                         | Pfarrkirche St. Vitus                  | Löningen                       | Pfarrei St. Vitus Löningen                                                             | Löningen                  | |
|                                                                         | St. Michael                            | Löningen-Bunnen                | Pfarrei St. Vitus Löningen                                                             | Löningen                  | Filialkirche |
|                                                                         | St. Johannes Baptist                   | Löningen-Evenkamp              | Pfarrei St. Vitus Löningen                                                             | Löningen                  | Filialkirche |
| St. Bonifatius in Benstrup                                              | St. Bonifatius                         | Löningen-Benstrup              | Pfarrei St. Vitus Löningen                                                             | Löningen                  | Filialkirche |
| St. Anna Davensberg mit dem Neubau                                      | St. Anna                               | Ascheberg-Davensberg           | Pfarreiengemeinschaft Ascheberg                                                        | Lüdinghausen              | |
| St. Lambertus in Ascheberg                                              | St. Lambertus                          | Ascheberg                      | Pfarreiengemeinschaft Ascheberg                                                        | Lüdinghausen              | |
| St. Benediktus in Herbern                                               | St. Benedikt                           | Ascheberg-Herbern              | Pfarreiengemeinschaft Ascheberg                                                        | Lüdinghausen              | |
| St. Dionysius in Seppenrade                                             | St. Dionysius                          | Lüdinghausen-Seppenrade        | Pfarreiengemeinschaft Lüdinghausen                                                     | Lüdinghausen              | |
|                                                                         | St. Felizitas                          | Lüdinghausen                   | Pfarreiengemeinschaft Lüdinghausen, Pfarrei St. Felizitas                              | Lüdinghausen              | |
| St. Ludger in Lüdinghausen                                              | St. Ludger                             | Lüdinghausen                   | Pfarreiengemeinschaft Lüdinghausen, Pfarrei St. Felizitas                              | Lüdinghausen              | Filialkirche |
| St. Dionysius in Capelle                                                | St. Dionysius                          | Nordkirchen-Capelle            | Pfarreiengemeinschaft Nordkirchen                                                      | Lüdinghausen              | |
|                                                                         | St. Mauritius                          | Nordkirchen                    | Pfarreiengemeinschaft Nordkirchen                                                      | Lüdinghausen              | |
| St. Pankratius in Südkirchen                                            | St. Pankratius                         | Nordkirchen-Südkirchen         | Pfarreiengemeinschaft Nordkirchen                                                      | Lüdinghausen              | |
| St. Johannes Baptist in Senden-Bösensell                                | St. Johannes Baptist                   | Senden-Bösensell               | Pfarreiengemeinschaft Senden                                                           | Lüdinghausen              | |
| St. Laurentius in Senden                                                | St. Laurentius                         | Senden                         | Pfarreiengemeinschaft Senden                                                           | Lüdinghausen              | |
| St. Urban, Ottmarsbocholt                                               | St. Urban                              | Senden-Ottmarsbocholt          | Pfarreiengemeinschaft Senden                                                           | Lüdinghausen              | |
| St. Johannes der Täufer in Venne                                        | St. Johannes der Täufer                | Senden-Venne                   | Pfarreiengemeinschaft Senden                                                           | Lüdinghausen              | |
| St. Vitus in Olfen                                                      | St. Vitus                              | Olfen                          | Pfarrei St. Vitus Olfen                                                                | Lüdinghausen              | |
|                                                                         | St. Marien                             | Olfen                          | Pfarrei St. Vitus Olfen                                                                | Lüdinghausen              | Filialkirche |
|                                                                         | St. Georg                              | Marl                           | Pfarrei Heilige Edith Stein                                                            | Lippe                     | |
| St. Bonifatius in Marl                                                  | St. Bonifatius                         | Marl                           | Pfarrei Heilige Edith Stein                                                            | Lippe                     | Filialkirche |
|                                                                         | St. Bartholomäus                       | Marl-Polsum                    | Pfarrei Heilige Edith Stein                                                            | Lippe                     | Filialkirche |
| St. Pius in Marl                                                        | St. Pius                               | Marl                           | Pfarrei Heilige Edith Stein                                                            | Lippe                     | Filialkirche |
| St. Josef in Drewer                                                     | St. Josef                              | Marl-Drewer                    | Pfarrei Heilige Edith Stein                                                            | Lippe                     | Filialkirche |
| St. Heinrich in Marl                                                    | St. Heinrich                           | Marl                           | Pfarrei Heilige Edith Stein                                                            | Lippe                     | Filialkirche |
| St. Michael in Marl                                                     | St. Michael                            | Marl                           | Pfarrei Heilige Edith Stein                                                            | Lippe                     | Filialkirche |
| St. Barbara in Marl-Hamm                                                | St. Barbara                            | Marl-Hamm                      | Pfarrei St. Franziskus Marl                                                            | Lippe                     | |
| Christ-König-Kirche in Sickingmühle                                     | Christ-König-Kirche                    | Marl-Sickingmühle              | Pfarrei St. Franziskus Marl                                                            | Lippe                     | Filialkirche |
| St. Marien in Lenkerbeck                                                | St. Marien                             | Marl-Lenkerbeck                | Pfarrei St. Marien Marl                                                                | Lippe                     | Filialkirche |
| Liebfrauenkirche in Sinsen                                              | Liebfrauenkirche                       | Marl-Sinsen                    | Pfarrei St. Marien Marl                                                                | Lippe                     | Filialkirche |
| Herz-Jesu-Kirche in Hüls                                                | Herz-Jesu-Kirche                       | Marl-Hüls                      | Pfarrei St. Marien Marl                                                                | Lippe                     | Filialkirche |
|                                                                         | Christus-König-Kirche (Erphokirche)    | Münster                        | Pfarrei St. Mauritz, Münster                                                           | Münster                   | Filialkirche |
| St. Pius in Münster(2019)                                               | St. Pius                               | Münster                        | Pfarrei St. Mauritz, Münster                                                           | Münster                   | Filialkirche |
| Herz-Jesu-Kirche in Münster                                             | Herz Jesu                              | Münster                        | Pfarrei St. Mauritz, Münster                                                           | Münster                   | Filialkirche |
| St. Josef in Münster-Gelmer                                             | St. Josef                              | Münster-Gelmer                 | Pfarrei St. Petronilla, Münster                                                        | Münster                   | Filialkirche |
| St. Petronilla in Handorf                                               | St. Petronilla                         | Münster-Handorf                | Pfarrei St. Petronilla, Münster                                                        | Münster                   | Pfarrkirche |
| St. Konrad in Münster                                                   | St. Konrad                             | Münster                        | Pfarrei St. Mauritz, Münster                                                           | Münster                   | Filialkirche |
| St. Margareta in Münster                                                | St. Margareta                          | Münster                        | Pfarrei St. Mauritz, Münster                                                           | Münster                   | Filialkirche |
| St. Mariä Himmelfahrt in Münster-Dyckburg                               | St. Mariä Himmelfahrt                  | Münster-Dyckburg               | Pfarrei St. Petronilla, Münster                                                        | Münster                   | Filialkirche, auch Dyckburg-Kirche genannt |
| St. Mauritz in Münster                                                  | St. Mauritz                            | Münster                        | Pfarrei St. Mauritz, Münster                                                           | Münster                   | Pfarrkirche |
| St. Norbert in Münster                                                  | St. Norbert                            | Münster                        | Pfarrei St. Franziskus Münster                                                         | Münster                   | Pfarrkirche |
| St. Thomas Morus in Münster                                             | St. Thomas Morus                       | Münster                        | Pfarrei St. Franziskus Münster                                                         | Münster                   | Filialkirche |
|                                                                         | St. Georg                              | Hopsten                        |                                                                                        | Mettingen                 | |
|                                                                         | St. Peter und Paul                     | Hopsten-Halverde               |                                                                                        | Mettingen                 | |
|                                                                         | St. Agatha                             | Mettingen                      | Pfarrei St. Agatha Mettingen                                                           | Mettingen                 | |
|                                                                         | St. Mariä Himmelfahrt                  | Mettingen-Schlickelde          | Pfarrei St. Agatha Mettingen                                                           | Mettingen                 | Filialkirche |
|                                                                         | St. Dionysius                          | Recke                          | Pfarrei St. Dionysius Recke                                                            | Mettingen                 | |
|                                                                         | St. Philippus und Jacobus              | Recke-Steinbeck                | Pfarrei St. Dionysius Recke                                                            | Mettingen                 | Filialkirche |
|                                                                         | St. Margaretha                         | Westerkappeln                  |                                                                                        | Mettingen                 | |
| St. Josef in Kamp-Lintfort                                              | St. Josef                              | Kamp-Lintfort                  | Pfarrei St. Josef Kamp-Lintfort                                                        | Moers                     | |
| St. Barbara in Kamp-Lintfort                                            | St. Barbara                            | Kamp-Lintfort                  | Pfarrei St. Josef Kamp-Lintfort                                                        | Moers                     | Filialkirche |
| Liebfrauenkirche in Kamp-Lintfort                                       | Liebfrauenkirche                       | Kamp-Lintfort                  | Pfarrei St. Josef Kamp-Lintfort                                                        | Moers                     | Filialkirche Abteikirche vom Kloster Kamp |
| St. Marien in Kamp-Lintfort                                             | St. Marien                             | Kamp-Lintfort                  | Pfarrei St. Josef Kamp-Lintfort                                                        | Moers                     | Filialkirche |
| St. Mariä Himmelfahrt in Eyll                                           | St. Mariä Himmelfahrt                  | Kamp-Lintfort-Eyll             | Pfarrei St. Josef Kamp-Lintfort                                                        | Moers                     | Filialkirche |
|                                                                         | St. Paulus                             | Kamp-Lintfort-Niersenbruch     | Pfarrei St. Josef Kamp-Lintfort                                                        | Moers                     | Filialkirche |
|                                                                         | St. Michaelskapelle                    | Kamp-Lintfort-Saalhoff         | Pfarrei St. Josef Kamp-Lintfort                                                        | Moers                     | Filialkirche |
|                                                                         | St. Martinus                           | Moers-Repelen                  | Pfarrei St. Martinus Moers                                                             | Moers                     | |
|                                                                         | St. Barbara                            | Moers-Meerbeck                 | Pfarrei St. Martinus Moers                                                             | Moers                     | Filialkirche |
|                                                                         | St. Ida                                | Moers-Eick                     | Pfarrei St. Martinus Moers                                                             | Moers                     | Filialkirche |
|                                                                         | St. Konrad                             | Moers-Scherpenberg             | Pfarrei St. Martinus Moers                                                             | Moers                     | Filialkirche |
| St. Marien in Moers-Hochstraß                                           | St. Marien                             | Moers-Hochstraß                | Pfarrei St. Martinus Moers                                                             | Moers                     | Filialkirche |
| St. Lucia in Duisburg-Baerl                                             | St. Lucia                              | Duisburg-Baerl                 | Pfarrei St. Martinus Moers                                                             | Moers                     | Filialkirche |
|                                                                         | St. Josef                              | Moers                          | Pfarrei St. Josef Moers                                                                | Moers                     | |
|                                                                         | St. Bonifatius                         | Moers-Asberg                   | Pfarrei St. Josef Moers                                                                | Moers                     | Filialkirche |
|                                                                         | St. Ludger                             | Moers-Kapellen                 | Pfarrei St. Josef Moers                                                                | Moers                     | Filialkirche |
|                                                                         | St. Antonius                           | Neukirchen-Vluyn               |                                                                                        | Moers                     | |
|                                                                         | St. Quirinus                           | Neukirchen-Vluyn               |                                                                                        | Moers                     | |
| St. Marien in Bad Zwischenahn                                           | St. Marien                             | Bad Zwischenahn                | Pfarrei St. Vinzenz Pallotti                                                           | Oldenburg                 | |
|                                                                         | St. Marien                             | Rastede                        | Pfarrei St. Vinzenz Pallotti                                                           | Oldenburg                 | Filialkirche |
|                                                                         | St. Vinzenz Pallotti                   | Edewecht                       | Pfarrei St. Vinzenz Pallotti                                                           | Oldenburg                 | Filialkirche |
| St. Marien in Brake                                                     | St. Marien                             | Brake                          | Seelsorgeeinheit Brake / Elsfleth                                                      | Oldenburg                 | [ 5 ] |
|                                                                         | St. Maria Magdalena                    | Elsfleth                       | Seelsorgeeinheit Brake / Elsfleth                                                      | Oldenburg                 | [ 5 ] |
|                                                                         | St. Willehad                           | Nordenham                      |                                                                                        | Oldenburg                 | |
|                                                                         | Herz Jesu                              | Nordenham-Einswarden           | Seelsorgeeinheit Nordenham/Butjadingen                                                 | Oldenburg                 | |
|                                                                         | Herz Mariä                             | Butjadingen-Burhave            | Seelsorgeeinheit Nordenham/Butjadingen                                                 | Oldenburg                 | |
| St. Josef in Rodenkirchen                                               | St. Josef                              | Stadland-Rodenkirchen          |                                                                                        | Oldenburg                 | |
|                                                                         | St. Marien                             | Oldenburg                      | Pfarrei St. Marien Oldenburg                                                           | Oldenburg                 | |
|                                                                         | St. Bonifatius                         | Oldenburg-Donnerschwee         | Pfarrei St. Marien Oldenburg                                                           | Oldenburg                 | Filialkirche, wurde 2020 profaniert |
|                                                                         | St. Christophorus                      | Oldenburg-Dietrichsfeld        | Pfarrei St. Marien Oldenburg                                                           | Oldenburg                 | Filialkirche |
|                                                                         | St. Willehad                           | Oldenburg-Eversten             | Pfarrei St. Willehad Oldenburg                                                         | Oldenburg                 | |
| St. Peter in Oldenburg                                                  | St. Peter                              | Oldenburg                      | Pfarrei St. Willehad Oldenburg                                                         | Oldenburg                 | Filialkirche |
|                                                                         | Heilig-Geist-Kirche                    | Oldenburg-Osternburg           | Pfarrei St. Willehad Oldenburg                                                         | Oldenburg                 | Filialkirche |
|                                                                         | St. Stephanus                          | Oldenburg-Bloherfelde          | Pfarrei St. Willehad Oldenburg                                                         | Oldenburg                 | Filialkirche |
|                                                                         | St. Josef                              | Oldenburg-Bümmerstede          | Pfarrei St. Josef Oldenburg                                                            | Oldenburg                 | |
| St. Michael in Kreyenbrück                                              | St. Michael                            | Oldenburg-Kreyenbrück          | Pfarrei St. Josef Oldenburg                                                            | Oldenburg                 | Filialkirche |
|                                                                         | St. Ansgar                             | Hatten-Sandkrug                | Pfarrei St. Josef Oldenburg                                                            | Oldenburg                 | Filialkirche |
| Heilige Drei Könige in Wardenburg                                       | Heilige Drei Könige                    | Wardenburg                     | Pfarrei St. Josef Oldenburg                                                            | Oldenburg                 | Filialkirche |
| Herz-Jesu-Kirche in Westerstede                                         | Herz-Jesu-Kirche                       | Westerstede                    | Pfarrei St. Johannes der Täufer Westerstede                                            | Oldenburg                 | |
| St. Johannes der Täufer in Augustfehn                                   | St. Johannes der Täufer                | Apen-Augustfehn                | Pfarrei St. Johannes der Täufer Westerstede                                            | Oldenburg                 | Filialkirche |
|                                                                         | Propsteikirche St. Peter               | Recklinghausen                 | Propsteipfarrei St. Peter                                                              | Recklinghausen            | |
| St. Elisabeth in Recklinghausen                                         | St. Elisabeth                          | Recklinghausen                 | Propsteipfarrei St. Peter                                                              | Recklinghausen            | |
| St. Markus in Recklinghausen                                            | St. Markus                             | Recklinghausen                 | Propsteipfarrei St. Peter                                                              | Recklinghausen            | |
| Heilige Familie in Speckhorn                                            | Hl. Familie                            | Recklinghausen-Speckhorn       | Propsteipfarrei St. Peter                                                              | Recklinghausen            | |
| St. Paulus in Recklinghausen                                            | St. Paulus                             | Recklinghausen                 | Pfarrei St. Katharina von Siena Recklinghausen                                         | Recklinghausen            | |
| St. Franziskus von Assisi in Stuckenbusch                               | St. Franziskus von Assisi              | Recklinghausen-Stuckenbusch    | Pfarrei St. Katharina von Siena Recklinghausen                                         | Recklinghausen            | Filialkirche |
| St. Suitbert in Hochlar                                                 | St. Suitbert                           | Recklinghausen-Hochlar         | Pfarrei St. Katharina von Siena Recklinghausen                                         | Recklinghausen            | Filialkirche |
| St. Antonius in König-Ludwig                                            | St. Antonius                           | Recklinghausen-König-Ludwig    | Pfarreiengemeinschaft Recklinghausen-Süd-Ost                                           | Recklinghausen            | |
| St. Gertrudis in Hillerheide                                            | St. Gertrudis                          | Recklinghausen-Hillerheide     | Pfarreiengemeinschaft Recklinghausen-Süd-Ost                                           | Recklinghausen            | |
|                                                                         | Herz-Jesu-Kirche                       | Recklinghausen-Röllinghausen   | Pfarreiengemeinschaft Recklinghausen-Süd-Ost                                           | Recklinghausen            | |
| St. Michael in Hochlarmark                                              | St. Michael                            | Recklinghausen-Hochlarmark     | Pfarreiengemeinschaft St. Michael und St. Pius Recklinghausen-Hochlarmark              | Recklinghausen            | |
| St. Pius in Hochlarmark                                                 | St. Pius                               | Recklinghausen-Hochlarmark     | Pfarreiengemeinschaft St. Michael und St. Pius Recklinghausen-Hochlarmark              | Recklinghausen            | |
| St. Joseph in Recklinghausen                                            | St. Joseph                             | Recklinghausen-Süd             | Pfarreiengemeinschaft Recklinghausen-Süd                                               | Recklinghausen            | |
|                                                                         | Heilig-Kreuz-Kirche                    | Recklinghausen-Süd             | Pfarreiengemeinschaft Recklinghausen-Süd                                               | Recklinghausen            | |
| St. Marien in Recklinghausen                                            | St. Marien                             | Recklinghausen-Süd             | Pfarreiengemeinschaft Recklinghausen-Süd                                               | Recklinghausen            | |
| Liebfrauenkirche in Recklinghausen                                      | Liebfrauenkirche                       | Recklinghausen                 | Seelsorgeeinheit Recklinghausen-Ost                                                    | Recklinghausen            | |
| St. Petrus Canisius in Recklinghausen                                   | St. Petrus Canisius                    | Recklinghausen                 | Seelsorgeeinheit Recklinghausen-Ost                                                    | Recklinghausen            | |
| St. Johannes in Suderwich                                               | St. Johannes                           | Recklinghausen-Suderwich       | Pfarrei St. Johannes Recklinghausen-Suderwich/Essel                                    | Recklinghausen            | |
| Heilig Geist in Essel                                                   | Heilig Geist                           | Recklinghausen-Essel           | Pfarrei St. Johannes Recklinghausen-Suderwich/Essel                                    | Recklinghausen            | Filialkirche |
| St. Barbara in Suderwich                                                | St. Barbara                            | Recklinghausen-Suderwich       | Pfarrei St. Johannes Recklinghausen-Suderwich/Essel                                    | Recklinghausen            | Filialkirche |
|                                                                         | St. Anna                               | Neuenkirchen                   | Pfarrei St. Anna Neuenkirchen                                                          | Rheine                    | |
|                                                                         | St. Josef                              | Neuenkirchen-St. Arnold        | Pfarrei St. Anna Neuenkirchen                                                          | Rheine                    | Filialkirche |
|                                                                         | St.-Antonius-Basilika                  | Rheine                         | Pfarrei St. Antonius Rheine                                                            | Rheine                    | |
|                                                                         | St. Ludgerus                           | Rheine                         | Pfarrei St. Antonius Rheine                                                            | Rheine                    | Filialkirche |
| Mariä Himmelfahrt in Eschendorf                                         | Mariä Himmelfahrt                      | Rheine-Eschendorf              | Pfarrei St. Antonius Rheine                                                            | Rheine                    | |
| St. Josef in Rodde                                                      | St. Josef                              | Rheine-Rodde                   | Pfarrei St. Antonius Rheine                                                            | Rheine                    | Filialkirche |
| Herz-Jesu-Kirche in Rheine                                              | Herz-Jesu-Kirche                       | Rheine                         | Pfarrei St. Antonius Rheine                                                            | Rheine                    | |
|                                                                         | St. Konrad von Parzham                 | Rheine-Gellendorf              | Pfarrei St. Antonius Rheine                                                            | Rheine                    | Filialkirche |
| St. Ludgerus in Elte                                                    | St. Ludgerus                           | Rheine-Elte                    | Seelsorgeeinheit Elmeshorst                                                            | Rheine                    | |
|                                                                         | St. Mariä Heimsuchung                  | Rheine-Hauenhorst              | Seelsorgeeinheit Elmeshorst                                                            | Rheine                    | |
| St. Johannes Baptist in Mesum                                           | St. Johannes Baptist                   | Rheine-Mesum                   | Seelsorgeeinheit Elmeshorst                                                            | Rheine                    | |
|                                                                         | St. Dionysius                          | Rheine                         | Pfarrei St. Dionysius Rheine                                                           | Rheine                    | |
|                                                                         | St. Josef                              | Rheine                         | Pfarrei St. Dionysius Rheine                                                           | Rheine                    | Filialkirche |
| St. Peter in Rheine                                                     | St. Peter                              | Rheine                         | Pfarrei St. Dionysius Rheine                                                           | Rheine                    | Filialkirche |
| St. Elisabeth in Rheine                                                 | St. Elisabeth                          | Rheine                         | Pfarrei St. Elisabeth und Michael Rheine                                               | Rheine                    | |
|                                                                         | St. Michael                            | Rheine                         | Pfarrei St. Elisabeth und Michael Rheine                                               | Rheine                    | Filialkirche |
|                                                                         | St. Petronilla                         | Wettringen                     | Pfarrei St. Petronilla Wettringen                                                      | Rheine                    | |
|                                                                         | St. Michael                            | Wettringen-Bilk                | Pfarrei St. Petronilla Wettringen                                                      | Rheine                    | Filialkirche |
|                                                                         | St. Johannes Baptist                   | Altenberge                     | Seelsorgeeinheit St. Johannes                                                          | Steinfurt                 | |
| St. Johannes Nepomuk in Hansell                                         | St. Johannes Nepomuk                   | Altenberge-Hansell             | Seelsorgeeinheit St. Johannes                                                          | Steinfurt                 | |
|                                                                         | St. Gertrudis                          | Horstmar                       | Pfarrei St. Gertrudis Horstmar                                                         | Steinfurt                 | |
|                                                                         | St. Cosmas und Damian                  | Horstmar-Leer                  | Pfarrei St. Gertrudis Horstmar                                                         | Steinfurt                 | Filialkirche |
|                                                                         | St. Bartholomäus                       | Laer                           | Pfarrei Heilige Brüder Ewaldi Laer                                                     | Steinfurt                 | |
| St. Marien in Holthausen                                                | St. Marien                             | Laer-Holthausen                | Pfarrei Heilige Brüder Ewaldi Laer                                                     | Steinfurt                 | Filialkirche |
| Stiftskirche Metelen                                                    | St. Cornelius und Cyprianus            | Metelen                        | Pfarreiengemeinschaft Ochtrup/Metelen                                                  | Steinfurt                 | |
|                                                                         | St. Lambertus                          | Ochtrup                        | Pfarreiengemeinschaft Ochtrup/Metelen, Pfarrei St. Lambertus                           | Steinfurt                 | |
| St. Dionysius in Welbergen                                              | St. Dionysius                          | Ochtrup-Welbergen              | Pfarreiengemeinschaft Ochtrup/Metelen, Pfarrei St. Lambertus                           | Steinfurt                 | Filialkirche |
| St. Johannis in Ochtrup-Langenhorst                                     | St. Johannis                           | Ochtrup-Langenhorst            | Pfarreiengemeinschaft Ochtrup/Metelen, Pfarrei St. Lambertus                           | Steinfurt                 | Filialkirche |
|                                                                         | St. Marien                             | Ochtrup                        | Pfarreiengemeinschaft Ochtrup/Metelen, Pfarrei St. Lambertus                           | Steinfurt                 | Filialkirche |
|                                                                         | St. Dionysius                          | Nordwalde                      |                                                                                        | Steinfurt                 | |
|                                                                         | St. Johannes Nepomuk                   | Steinfurt-Burgsteinfurt        | Pfarreiengemeinschaft Steinfurt                                                        | Steinfurt                 | |
|                                                                         | St. Nikomedes                          | Steinfurt-Borghorst            | Pfarreiengemeinschaft Steinfurt, Pfarrei St. Nikomedes                                 | Steinfurt                 | |
|                                                                         | St. Mariä Himmelfahrt                  | Steinfurt-Borghorst            | Pfarreiengemeinschaft Steinfurt, Pfarrei St. Nikomedes                                 | Steinfurt                 | Filialkirche |
| St. Johannes Baptist in Bakum                                           | St. Johannes Baptist                   | Bakum                          | Pfarreiengemeinschaft Bakum-Langförden-Bühren, Pfarrei St. Johannes Baptist            | Vechta                    | |
| St. Johannes Evangelist in Carum                                        | St. Johannes Evangelist                | Bakum-Carum                    | Pfarreiengemeinschaft Bakum-Langförden-Bühren, Pfarrei St. Johannes Baptist            | Vechta                    | Filialkirche |
| St. Josef in Lüsche                                                     | St. Josef                              | Bakum-Lüsche                   | Pfarreiengemeinschaft Bakum-Langförden-Bühren, Pfarrei St. Johannes Baptist            | Vechta                    | Filialkirche |
| St. Vitus in Vestrup                                                    | St. Vitus                              | Bakum-Vestrup                  | Pfarreiengemeinschaft Bakum-Langförden-Bühren, Pfarrei St. Johannes Baptist            | Vechta                    | Filialkirche |
|                                                                         | St. Johannes der Täufer                | Emstek-Bühren                  | Pfarreiengemeinschaft Bakum-Langförden-Bühren                                          | Vechta                    | |
|                                                                         | St. Laurentius                         | Vechta-Langförden              | Pfarreiengemeinschaft Bakum-Langförden-Bühren                                          | Vechta                    | |
| Holtruper Kapelle                                                       | Holtruper Kapelle                      | Vechta-Langförden-Holtrup      | Pfarrgemeinde St. Laurentius Langförden, Pfarreiengemeinschaft Bakum-Langförden-Bühren | Vechta                    | Kapelle |
| St. Gorgonius in Goldenstedt                                            | St. Gorgonius                          | Goldenstedt                    | Pfarrei St. Gorgonius Goldenstedt                                                      | Vechta                    | |
| St. Jacobus in Lutten                                                   | St. Jacobus                            | Goldenstedt-Lutten             | Pfarrei St. Gorgonius Goldenstedt                                                      | Vechta                    | Filialkirche |
|                                                                         | St. Heinrich                           | Goldenstedt-Ellenstedt         | Pfarrei St. Gorgonius Goldenstedt                                                      | Vechta                    | Filialkirche |
|                                                                         | Propsteikirche St. Georg               | Vechta                         | Pfarrei St. Mariä Himmelfahrt Vechta                                                   | Vechta                    | |
| St. Maria Frieden in Vechta                                             | Maria Frieden                          | Vechta                         | Pfarrei St. Mariä Himmelfahrt Vechta                                                   | Vechta                    | Filialkirche |
|                                                                         | St. Marien                             | Vechta-Oythe                   | Pfarrei St. Mariä Himmelfahrt Vechta                                                   | Vechta                    | Filialkirche |
| St. Vitus in Visbek                                                     | St. Vitus                              | Visbek                         | Pfarrei St. Vitus Visbek                                                               | Vechta                    | |
| St. Antonius in Rechterfeld                                             | St. Antonius                           | Visbek-Rechterfeld             | Pfarrei St. Vitus Visbek                                                               | Vechta                    | Filialkirche |
| St. Peter in Wildeshausen                                               | St. Peter                              | Wildeshausen                   | Pfarrei St. Peter Wildeshausen                                                         | Vechta                    | |
|                                                                         | Herz-Jesu-Kirche                       | Großenkneten-Ahlhorn           | Pfarrei St. Peter Wildeshausen                                                         | Vechta                    | Filialkirche |
|                                                                         | St. Johannes Baptist                   | Beelen                         |                                                                                        | Warendorf                 | |
|                                                                         | St. Magnus                             | Everswinkel                    | St. Magnus/St. Agatha Everswinkel                                                      | Warendorf                 | |
| St. Agatha in Alverskirchen                                             | St. Agatha                             | Everswinkel-Alverskirchen      | St. Magnus/St. Agatha Everswinkel                                                      | Warendorf                 | Filialkirche |
| St. Ambrosius in Ostbevern                                              | St. Ambrosius                          | Ostbevern                      | St. Ambrosius Ostbevern                                                                | Warendorf                 | |
|                                                                         | Herz-Jesu                              | Ostbevern-Brock                | St. Ambrosius Ostbevern                                                                | Warendorf                 | Filialkirche |
|                                                                         | St. Johannes Evangelist                | Sassenberg                     | Seelsorgeeinheit gemeinsam mit St. Mariä Himmelfahrt, Sassenberg-Füchtorf              | Warendorf                 | |
|                                                                         | St. Mariä Himmelfahrt                  | Sassenberg-Füchtorf            | Seelsorgeeinheit gemeinsam mit St. Johannes Evangelist, Sassenberg                     | Warendorf                 | |
|                                                                         | St. Clemens                            | Telgte                         | St. Marien Telgte                                                                      | Warendorf                 | |
| Ss. Cornelius und Cyprianus in Westbevern                               | Ss. Cornelius und Cyprianus            | Telgte-Westbevern              | St. Marien Telgte                                                                      | Warendorf                 | Filialkirche |
| St. Josef in Warendorf                                                  | St. Josef                              | Warendorf                      | St Laurentius Warendorf                                                                | Warendorf                 | Filialkirche |
|                                                                         | St. Laurentius                         | Warendorf                      | St Laurentius Warendorf                                                                | Warendorf                 | |
|                                                                         | St. Marien                             | Warendorf                      | St Laurentius Warendorf                                                                | Warendorf                 | Filialkirche |
| St. Johannes Baptist in Warendorf-Milte                                 | St. Johannes Baptist                   | Warendorf-Milte                | Pfarrei St. Bartholomäus und Johannes d. T.                                            | Warendorf                 | Filialkirche |
|                                                                         | St. Bartholomäus                       | Warendorf-Einen                | Pfarrei St. Bartholomäus und Johannes d. T.                                            | Warendorf                 | |
|                                                                         | St. Bonifatius                         | Warendorf-Freckenhorst         | Pfarrei St. Bonifatius und St. Lambertus                                               | Warendorf                 | |
| St. Lambertus in Warendorf-Hoetmar                                      | St. Lambertus                          | Warendorf-Hoetmar              | Pfarrei St. Bonifatius und St. Lambertus                                               | Warendorf                 | Filialkirche |
|                                                                         | St. Lucia                              | Harsewinkel                    | Pfarrei St. Lucia Harsewinkel                                                          | Warendorf                 | Pfarrkirche, Neugotische Kirche nach Plänen von Emil von Manger im 19. Jahrhundert |
|                                                                         | St. Paulus                             | Harsewinkel                    | Pfarrei St. Lucia Harsewinkel                                                          | Warendorf                 | Filialkirche, Moderne Kirche aus den 1960er Jahren nach Plänen von Hans Schilling |
|                                                                         | St. Johannes                           | Harsewinkel-Greffen            | Pfarrei St. Lucia Harsewinkel                                                          | Warendorf                 | Filialkirche, Spätgotische Saalkirche um 1500 mit großzügigen Erweiterungen um 1900 nach Plänen von Hilger Hertel |
|                                                                         | Unbefleckte Empfängnis Mariens         | Marienfeld                     | Pfarrei St. Lucia Harsewinkel                                                          | Warendorf                 | Filialkirche, Die ehemalige Klosterkirche des 1185 gegründeten Zisterzienserklosters Marienfeld ist die erste Ziegelsteinkirche in Westfalen. Das Kloster gehörte zu den reichsten in Westfalen, was sich auch an den noch erhaltenen Gebäuden am Klosterhof festmachen lässt. |
|                                                                         | St. Johannes der Täufer                | Werne                          | Pfarreiengemeinschaft Werne, Pfarrei Seliger Nikolaus Groß                             | Werne                     | |
|                                                                         | St. Konrad                             | Werne                          | Pfarreiengemeinschaft Werne, Pfarrei Seliger Nikolaus Groß                             | Werne                     | |
|                                                                         | St. Sophia                             | Werne                          | Pfarreiengemeinschaft Werne, Pfarrei Seliger Nikolaus Groß                             | Werne                     | |
|                                                                         | St. Christophorus                      | Werne                          | Pfarreiengemeinschaft Werne, Pfarrei St. Christophorus                                 | Werne                     | |
|                                                                         | Maria Frieden                          | Werne                          | Pfarreiengemeinschaft Werne, Pfarrei St. Christophorus                                 | Werne                     | |
|                                                                         | St. Gottfried                          | Lünen-Wethmar                  | Pfarreiengemeinschaft Lünen                                                            | Werne                     | |
| St. Norbert in Nordlünen                                                | St. Norbert                            | Lünen-Nordlünen                | Pfarreiengemeinschaft Lünen                                                            | Werne                     | |
|                                                                         | St. Ludger                             | Lünen-Alstedde                 | Pfarreiengemeinschaft Lünen                                                            | Werne                     | |
| St. Marien in Lünen                                                     | St. Marien                             | Lünen                          | Pfarreiengemeinschaft Lünen                                                            | Werne                     | |
| St. Johannes Evangelist in Selm-Cappenberg                              | St. Johannes Evangelist                | Selm-Cappenberg                | Pfarreiengemeinschaft Lünen                                                            | Werne                     | |
| St. Ludger in Selm                                                      | St. Ludger                             | Selm                           | Pfarrei St. Ludger                                                                     | Werne                     | |
| St. Josef in Selm                                                       | St. Josef                              | Selm                           | Pfarrei St. Ludger                                                                     | Werne                     | |
| St. Stephanus in Bork                                                   | St. Stephanus                          | Selm-Bork                      | Pfarrei St. Ludger                                                                     | Werne                     | |
| St. Mariä Himmelfahrt in Hamminkeln                                     | St. Mariä Himmelfahrt                  | Hamminkeln                     | Seelsorgeeinheit Hamminkeln                                                            | Wesel                     | |
| St. Pankratius in Dingden                                               | St. Pankratius                         | Hamminkeln-Dingden             | Seelsorgeeinheit Hamminkeln                                                            | Wesel                     | |
| St. Antonius in Loikum                                                  | St. Antonius                           | Hamminkeln-Loikum              | Seelsorgeeinheit Hamminkeln                                                            | Wesel                     | |
|                                                                         | Heilig-Kreuz-Kirche                    | Hamminkeln-Mehrhoog            | Seelsorgeeinheit Hamminkeln                                                            | Wesel                     | |
| Christus-König-Kirche in Ringenberg                                     | Christus-König-Kirche                  | Hamminkeln-Ringenberg          | Seelsorgeeinheit Hamminkeln                                                            | Wesel                     | |
|                                                                         | Pfarrei St. Mariä Himmelfahrt          | Hamminkeln-Marienthal          |                                                                                        | Wesel                     | |
|                                                                         | St. Ludgerus                           | Schermbeck-Altschermbeck       |                                                                                        | Wesel                     | |
|                                                                         | St. Antonius                           | Wesel-Obrighoven               | Pfarrei St. Antonius Obrighoven                                                        | Wesel                     | |
| Friedenskirche zu den Heiligen Engeln in Fusternberg                    | Friedenskirche zu den Heiligen Engeln  | Wesel-Fusternberg              | Pfarrei St. Antonius Obrighoven                                                        | Wesel                     | Filialkirche |
| St. Franziskus in Schepersfeld                                          | St. Franziskus                         | Wesel-Schepersfeld             | Pfarrei St. Antonius Obrighoven                                                        | Wesel                     | Filialkirche |
| St. Mariä Himmelfahrt in Wesel                                          | St. Mariä Himmelfahrt                  | Wesel                          | Pfarreiengemeinschaft St. Mariä Himmelfahrt / St. Martini Wesel                        | Wesel                     | |
| St. Martini in Wesel                                                    | St. Martini                            | Wesel                          | Pfarreiengemeinschaft St. Mariä Himmelfahrt / St. Martini Wesel                        | Wesel                     | |
| Herz-Jesu-Kirche in Wesel-Feldmark                                      | Herz-Jesu-Kirche                       | Wesel-Feldmark                 | Pfarrei St. Johannes Wesel                                                             | Wesel                     | |
|                                                                         | St. Aloysius                           | Wesel-Bergerfurth              | Pfarrei St. Johannes Wesel                                                             | Wesel                     | Filialkirche |
| St. Johannes in Bislich                                                 | St. Johannes                           | Wesel-Bislich                  | Pfarrei St. Johannes Wesel                                                             | Wesel                     | Filialkirche |
|                                                                         | St. Marien                             | Wesel-Flüren                   | Pfarrei St. Johannes Wesel                                                             | Wesel                     | Filialkirche |
|                                                                         | St. Peter                              | Wesel-Büderich                 | Seelsorgeeinheit Büderich – Ginderich – Menzelen                                       | Wesel                     | |
|                                                                         | St. Mariä Himmelfahrt                  | Wesel-Ginderich                | Seelsorgeeinheit Büderich – Ginderich – Menzelen                                       | Wesel                     | |
| St. Marien in Jever                                                     | St. Marien                             | Jever                          | Pfarrei St. Benedikt Jever-Schortens-Wangerland                                        | Wilhelmshaven             | |
| Dreifaltigkeitskirche in Heidmühle                                      | Hl. Dreifaltigkeit                     | Schortens-Heidmühle            | Pfarrei St. Benedikt Jever-Schortens-Wangerland                                        | Wilhelmshaven             | Filialkirche |
| St. Marien in Schillig                                                  | St. Marien                             | Wangerland-Schillig            | Pfarrei St. Benedikt Jever-Schortens-Wangerland                                        | Wilhelmshaven             | Filialkirche |
| St. Ansgar in Hooksiel                                                  | St. Ansgar                             | Wangerland-Hooksiel            | Pfarrei St. Benedikt Jever-Schortens-Wangerland                                        | Wilhelmshaven             | Filialkirche |
| St. Bonifatius in Varel                                                 | St. Bonifatius                         | Varel                          | Pfarrei St. Bonifatius Varel                                                           | Wilhelmshaven             | |
|                                                                         | St. Maria im Hilgenholt                | Bockhorn-Hilgenholt            | Pfarrei St. Bonifatius Varel                                                           | Wilhelmshaven             | Filialkirche |
| Heilig-Kreuz-Kirche in Jaderberg                                        | Heilig-Kreuz-Kirche                    | Jade-Jaderberg                 | Pfarrei St. Bonifatius Varel                                                           | Wilhelmshaven             | Filialkirche |
|                                                                         | Herz-Jesu-Kirche                       | Zetel                          | Pfarrei St. Bonifatius Varel                                                           | Wilhelmshaven             | Filialkirche |
| St. Willehad in Wangerooge                                              | St. Willehad                           | Wangerooge                     |                                                                                        | Wilhelmshaven             | |
| St. Willehad in Wilhelmshaven                                           | St. Willehad                           | Wilhelmshaven                  | Pfarrei St. Willehad Wilhelmshaven                                                     | Wilhelmshaven             | |
| St. Peter in Wilhelmshaven                                              | St. Peter                              | Wilhelmshaven                  | Pfarrei St. Willehad Wilhelmshaven                                                     | Wilhelmshaven             | Filialkirche |
| St. Marien in Wilhelmshaven                                             | St. Marien                             | Wilhelmshaven                  | Pfarrei St. Willehad Wilhelmshaven                                                     | Wilhelmshaven             | Filialkirche |
| Christkönig-Wilhelmshaven                                               | Christus König                         | Wilhelmshaven                  | Pfarrei St. Willehad Wilhelmshaven                                                     | Wilhelmshaven             | Filialkirche |
|                                                                         | St. Joseph                             | Schortens-Roffhausen           | Pfarrei St. Willehad Wilhelmshaven                                                     | Wilhelmshaven             | Filialkirche, wurde 2013 profaniert |
| St. Bonifatius in Sande                                                 | St. Bonifatius                         | Sande                          | Pfarrei St. Willehad Wilhelmshaven                                                     | Wilhelmshaven             | Filialkirche |
|                                                                         | St. Ansgar                             | Wilhelmshaven-Aldenburg        | Pfarrei St. Willehad Wilhelmshaven                                                     | Wilhelmshaven             | Filialkirche, wurde 2013 profaniert |
| St. Walburgis in Menzelen                                               | St. Walburgis                          | Alpen-Menzelen-Ost             | Seelsorgeeinheit Büderich – Ginderich – Menzelen                                       | Xanten                    | |
| St. Ulrich (Alpen)                                                      | St. Ulrich                             | Alpen                          | Seelsorgeeinheit Alpen                                                                 | Xanten                    | |
| St. Vinzenz in Bönninghardt                                             | St. Vinzenz                            | Alpen-Bönninghardt             | Seelsorgeeinheit Alpen                                                                 | Xanten                    | |
| St. Nikolaus in Veen                                                    | St. Nikolaus                           | Alpen-Veen                     | Seelsorgeeinheit Alpen                                                                 | Xanten                    | |
|                                                                         | St. Peter                              | Rheinberg                      | Pfarrei St. Peter Rheinberg                                                            | Xanten                    | |
|                                                                         | St. Anna                               | Rheinberg                      | Pfarrei St. Peter Rheinberg                                                            | Xanten                    | Filialkirche |
|                                                                         | St. Nikolaus                           | Rheinberg-Orsoy                | Pfarrei St. Peter Rheinberg                                                            | Xanten                    | Filialkirche |
|                                                                         | St. Marien                             | Rheinberg-Budberg              | Pfarrei St. Peter Rheinberg                                                            | Xanten                    | Filialkirche |
| St. Evermarus in Borth                                                  | St. Evermarus                          | Rheinberg-Borth                | Pfarrei St. Peter Rheinberg                                                            | Xanten                    | Filialkirche |
| St. Mariä Himmelfahrt in Ossenberg                                      | St. Mariä Himmelfahrt                  | Rheinberg-Ossenberg            | Pfarrei St. Peter Rheinberg                                                            | Xanten                    | Filialkirche |
| St.-Antonius-Kapelle in Ossenberg                                       | St.-Antonius-Kapelle                   | Rheinberg-Ossenberg            | Pfarrei St. Peter Rheinberg                                                            | Xanten                    | Filialkirche |
|                                                                         | St. Maria Magdalena                    | Sonsbeck                       | Pfarrei St. Maria Magdalena Sonsbeck                                                   | Xanten                    | |
| St. Antonius in Hamb                                                    | St. Antonius                           | Sonsbeck-Hamb                  | Pfarrei St. Maria Magdalena Sonsbeck                                                   | Xanten                    | Filialkirche |
|                                                                         | St. Marien                             | Sonsbeck-Labbeck               | Pfarrei St. Maria Magdalena Sonsbeck                                                   | Xanten                    | Filialkirche |
|                                                                         | St.-Gerebernus-Kapelle                 | Sonsbeck                       | Pfarrei St. Maria Magdalena Sonsbeck                                                   | Xanten                    | Filialkirche |
|                                                                         | Basilika und Propsteikirche St. Viktor | Xanten                         | Pfarrei St. Viktor Xanten                                                              | Xanten                    | |
|                                                                         | St. Viktor                             | Xanten-Birten                  | Pfarrei St. Viktor Xanten                                                              | Xanten                    | Filialkirche |
|                                                                         | St. Pantaleon                          | Xanten-Lüttingen               | Pfarrei St. Viktor Xanten                                                              | Xanten                    | Filialkirche |
| St. Petrus in Obermörmter                                               | St. Petrus                             | Xanten-Obermörmter             | Pfarrei St. Viktor Xanten                                                              | Xanten                    | Filialkirche |
|                                                                         | St. Martin                             | Xanten-Vynen                   | Pfarrei St. Viktor Xanten                                                              | Xanten                    | Filialkirche |
|                                                                         | St. Willibrord                         | Xanten-Wardt                   | Pfarrei St. Viktor Xanten                                                              | Xanten                    | Filialkirche |
|                                                                         | St. Mariä Himmelfahrt                  | Xanten-Marienbaum              | Pfarrei St. Viktor Xanten                                                              | Xanten                    | Filialkirche |